# Giganti di Mont'e Prama
I Giganti di Mont'e Prama (Sos gigantes de Mont’e Prama in lingua sarda) sono antiche sculture risalenti alla Civiltà nuragica ritrovate casualmente nel marzo del 1974 in località Mont'e Prama nel Sinis di Cabras, nella Sardegna centro-occidentale. Sono state scolpite a tutto tondo ognuna a partire da un unico blocco di calcarenite locale proveniente da cave distanti in linea d'aria sedici chilometri. La loro altezza varia tra i due e i due metri e mezzo e come nelle raffigurazioni dei bronzetti nuragici rappresentano arcieri, guerrieri e pugilatori. Insieme alle statue furono rinvenute sculture raffiguranti nuraghi, oltre a numerosi betili del tipo "oragiana", tipico manufatto artistico presente nell'esedra delle tombe dei giganti. Il complesso scultoreo ricomposto in seguito al restauro è costituito da trentotto sculture di cui cinque arcieri, quattro guerrieri, sedici pugilatori, tredici modelli di nuraghe.
Le statue sono state ritrovate spezzate in numerosi frammenti in connessione a una vasta necropoli costituita attualmente (2021) da circa 150 sepolture.  Nelle tombe a pozzo sono stati sepolti in postura assisa dei giovani individui, quasi tutti di sesso maschile e dalla muscolatura molto sviluppata: secondo gli studiosi ciò denota l'appartenenza alla classe dei guerrieri o degli aristocratici. All'interno delle tombe sono stati rinvenuti anche diversi frammenti di statue e sculture e l'associazione dei frammenti con i resti osteologici consente di datare le statue tramite il metodo del Carbonio 14. Altri reperti in grado di fornire indicazioni cronologiche sono le ceramiche e in un solo caso uno scarabeo egizio di età ramesside. A seconda delle ipotesi, la datazione dei Kolóssoi, nome con il quale li chiamava l'archeologo Giovanni Lilliu, oscilla dal IX secolo a.C. o addirittura dal XIII secolo a.C., ipotesi che in ogni caso fa di Mont'e Prama il complesso di statue a tutto tondo più antico e numeroso d'Europa e del Mar Mediterraneo occidentale, in quanto antecedenti ai kouroi della Grecia antica e seconde soltanto alle sculture egizie.
Il sito oltre ad essere circondato da numerose vestigia nuragiche (villaggi, nuraghi), risulta essere l'emergenza di un più vasto insediamento. Le prospezioni geofisiche effettuate tramite l'utilizzo di un georadar hanno permesso di individuare altre numerose tombe e probabilmente altri giacimenti di statue nonché altre strutture templari. Ad oggi (2021) tali evidenze non sono state ancora indagate. Dopo quattro campagne di scavo fra il 1975 e il 2017, sono stati rinvenuti circa diecimila frammenti di pietra tra i quali 15 teste, 27 busti, 176 frammenti di braccia, 143 frammenti di gambe, 784 frammenti di scudo. Inizialmente solo alcuni dei primi frammenti vennero esposti in un'ala del Museo archeologico di Cagliari e la scoperta fu trascurata per decenni. Con lo stanziamento dei fondi nel 2005 da parte del Ministero per i beni e le attività culturali e della Regione Sardegna, le statue sono state ricomposte dai restauratori del Centro di conservazione archeologica di Roma, coordinati dalla Soprintendenza per i Beni archeologici per le province di Sassari e Nuoro, nei locali del Centro di restauro e conservazione dei beni culturali presso Sassari. Attualmente (2021) diversi reperti ceramici e diverse datazioni ottenute col metodo C-14 indicano nel bronzo recente nuragico (XII secolo a.C.-XIII secolo a.C.) la fase iniziale della necropoli. L'ultima inumazione nuragica è datata al IV sec. a.C. contestuale alla conquista cartaginese della Sardegna e di poco antecedente alle numerose ceramiche e tombe puniche collegate alla distruzione e alla discarica delle statue. Nel 2014 in seguito a nuove campagne geofisiche, le università di Sassari e Cagliari ripresero gli scavi portando alla luce nuove tombe e statue.

## Dal betilo aniconico allo sviluppo e alla diffusione della scultura figurata nuragica

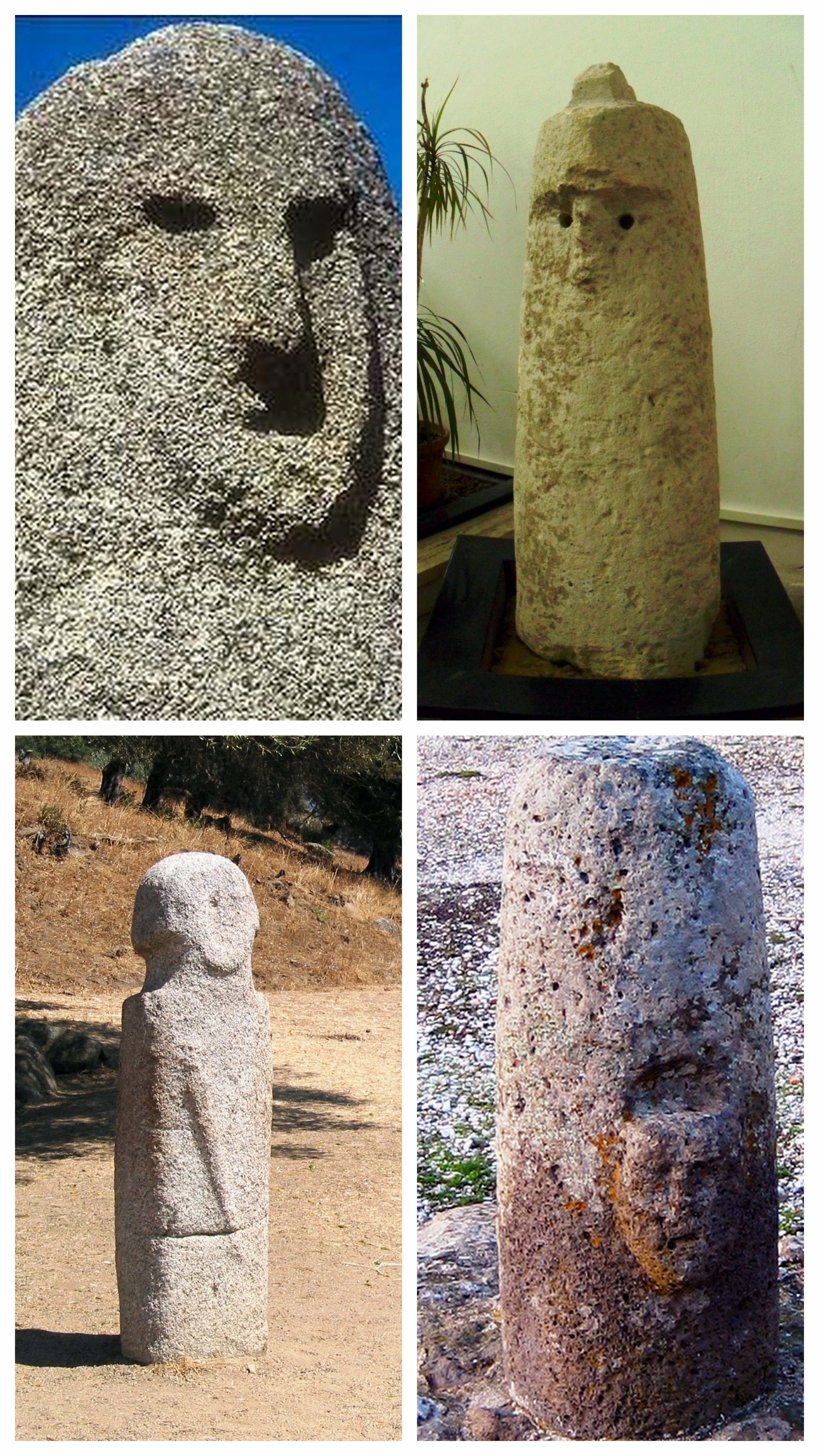
— In alto a sinistra: statua-menhir, volto in rilievo da Filitosa. — In alto a destra: statua betilo nuragica, guerriero con elmo crestato da (Viddalba), Museo Sanna. — In basso a sinistra: statua menhir, guerriero con spada, da Filitosa. — In basso a destra: betilo nuragico con volto in rilievo, da San Pietro di Golgo, (Baunei).

Nella Sardegna prenuragica la scultura era già diffusa durante il neolitico e l'eneolitico ma tali manifestazioni artistiche sembrano cessare d'improvviso durante il bronzo antico, quando tanto in Sardegna come in Corsica si afferma il cosiddetto "epicampaniforme", ultima espressione della Cultura del vaso campaniforme. Da tale evento nasceranno la Civiltà nuragica e la civiltà torreana con sviluppi interdipendenti nell'ambito dell'architettura, della metallurgia e più in generale della cultura materiale. Tuttavia, mentre in Corsica la tradizione scultorea eneolitica prosegue sino al bronzo finale, in Sardegna appare interrompersi al mutare dei costumi funerari e all'affermazione delle tombe dei giganti. È peraltro presso tali tombe monumentali del bronzo medio che la scultura permane e progressivamente si riafferma con la creazione di betili, bassorilievi discoidali, grandi stele centinate e gli stessi conci isodomi scolpiti a martellina. Nondimeno, lo strettissimo legame tra le culture delle due isole si rivela anche nella "rinascita" della scultura in Sardegna come si evince dalle somiglianze stilistiche tra statue menhir della Corsica e i bronzetti.
È tra il 1300 a.C. e il 1200 a.C. che nel sud della Corsica vengono scolpite le prime spade in rilievo nelle stele per poi proseguire nella rappresentazione dei guerrieri in vere e proprie statue stele nel bronzo finale. I bronzetti nuragici, e quindi le medesime statue di Mont'e Prama, a seconda che si ritenga più valida la cronologia "bassa" o "alta", presentano una datazione parzialmente o integralmente sovrapponibile alla datazione delle sculture della Corsica. In particolare, se tra statue menhir e bronzetti sussistono delle innegabili differenze tecniche (divergenze plastiche tra bronzo e granito), culturali (codice iconografico), possono evidenziarsi alcune somiglianze nella presenza di placche pettorali, armi disposte diagonalmente nel petto, nella probabile presenza di "maschere" e soprattutto nella rappresentazione del volto. Non a caso, quella che si ritiene essere una delle prime rappresentazioni del volto umano nella Sardegna nuragica, cioè il betilo del tipo "oragiana" ritrovato a San Pietro di Golgo presso Baunei, può costituire il trait-d'union tra le statue-menhir, le statue betilo e i bronzetti.
Nel sud della Corsica, come in Sardegna, l'evoluzione della scultura appare essere legata a doppio filo al culto funerario del ceto dei guerrieri, e pertanto, a sua volta influenzata dai mutamenti della situazione socio politica sollecitata da non precisati fattori esterni e interni. Se in Corsica, a partire dal 1250 a.C., le stele armate del bronzo medio di tradizione eneolitica si evolvono progressivamente nelle statue stele di guerrieri con un'attenta rappresentazione della loro panoplia, in Sardegna la scultura figurativa si innesta nel betilo producendo quella che alcuni studiosi considerano come la proto-statuaria della cultura nuragica, ovvero i cosiddetti cippi dei guerrieri o statue-betilo.

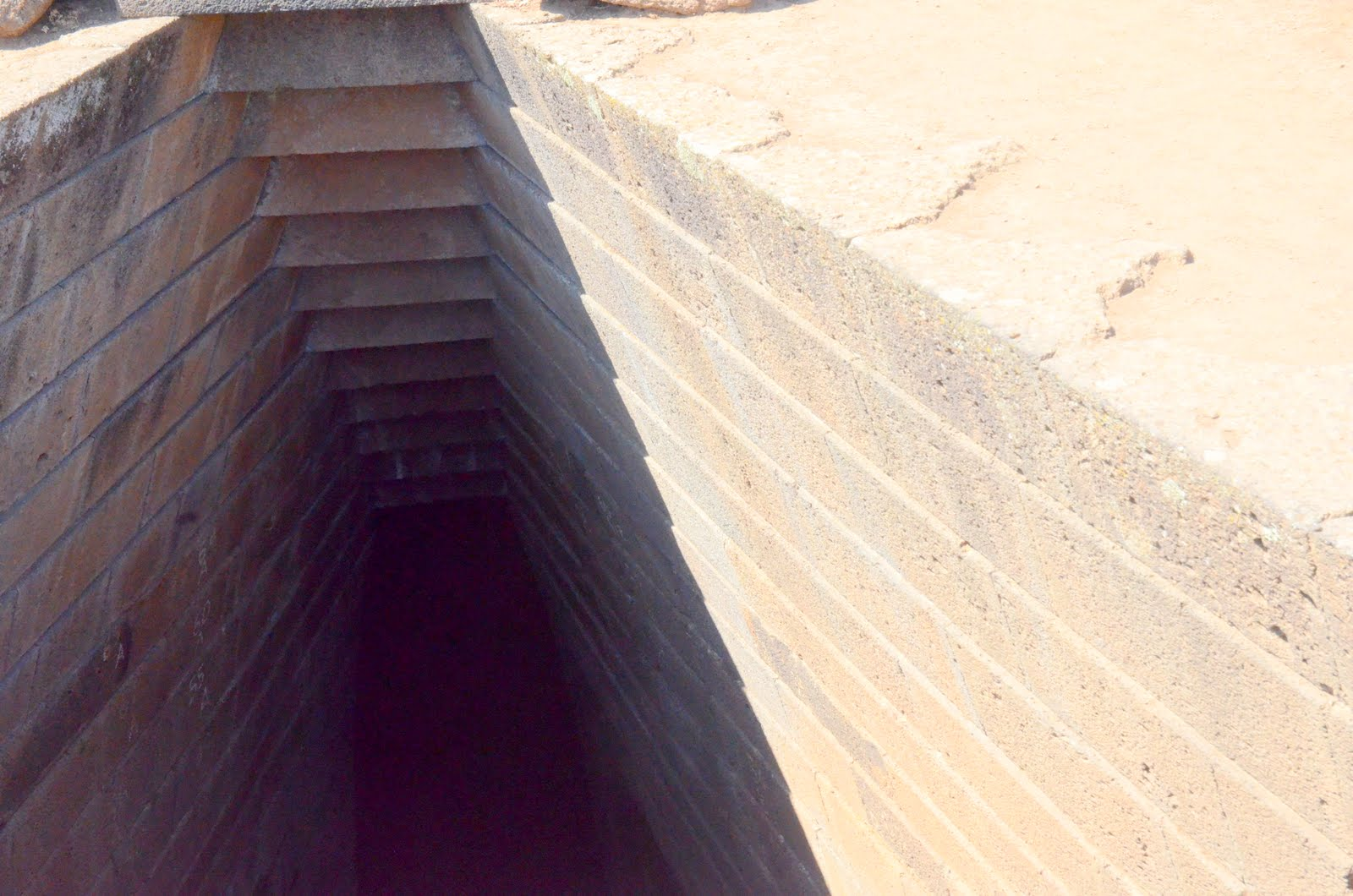
Santuario nuragico di Santa Cristina, dettaglio della copertura con aggetto del filare di pietre inferiore rispetto a quello superiore.

### Architettura isodoma (o ashlar)
In tutta l'area dell'Europa occidentale, durante l'età del bronzo, solamente in Sardegna vengono impiegati conci scolpiti a martellina nella costruzione di edifici. Grazie a maestranze specializzate che edificarono le tombe dei giganti, i pozzi sacri e i nuraghi, impiegando largamente la tecnica isodoma e pseudoisodoma, lo sviluppo sull'Isola dell'architettura monumentale gettò le premesse per lo sviluppo della statuaria.
Al contrario di quanto l'esperienza comune erroneamente suggerisce a causa dell'odierna rovina dei nuraghi, la tecnica isodoma fu impiegata per rifinire le sovrastrutture dei terrazzi a ballatoio, o per i rivestimenti e arredi interni nei vani di particolare pregio. Allo stato attuale delle ricerche (2021) tale tecnica costruttiva è datata al bronzo medio sia per quanto riguarda i templi delle acque più arcaici, sia per quanto riguarda le tombe dei giganti.
In centotrentadue sepolture isodome realizzate a partire dal 1500 a.C. si osservano conci perfettamente squadrati e scolpiti a martellina, archi absidali dalla forma di mezzo cono di tronco, archi monolitici internamente incavi, lunghe pietre tronco-piramidali, conci con faccia a vista sbiecata, lastre con riseghe laterali, pietre dentellate o con tre incavi. Non mancano elementi simbolici scolpiti in rilievo o in bassorilievo come dischi e coppelle. In questi raffinati mausolei è rilevante la presenza dei betili tronco conici (cosiddetti oragiana), sempre scolpiti a martellina, pure ritrovati nella necropoli di Mont'e Prama, mentre nei pozzi sacri più recenti, risalenti al 1300 a.C., l'isodomia architettonica è accompagnata a sculture di animali e torri nuragiche.
Un altro utensile utilizzato nelle statue di Mont'e Prama, ma prima impiegato nel rifinire i conci in tecnica isodoma, fu la gradina; tracce dell'impiego di uno strumento simile, ovvero dotato di piccole punte, si rinvengono nel sito cultuale dal sito di S'Iscia 'e Su Puttu-Usini.

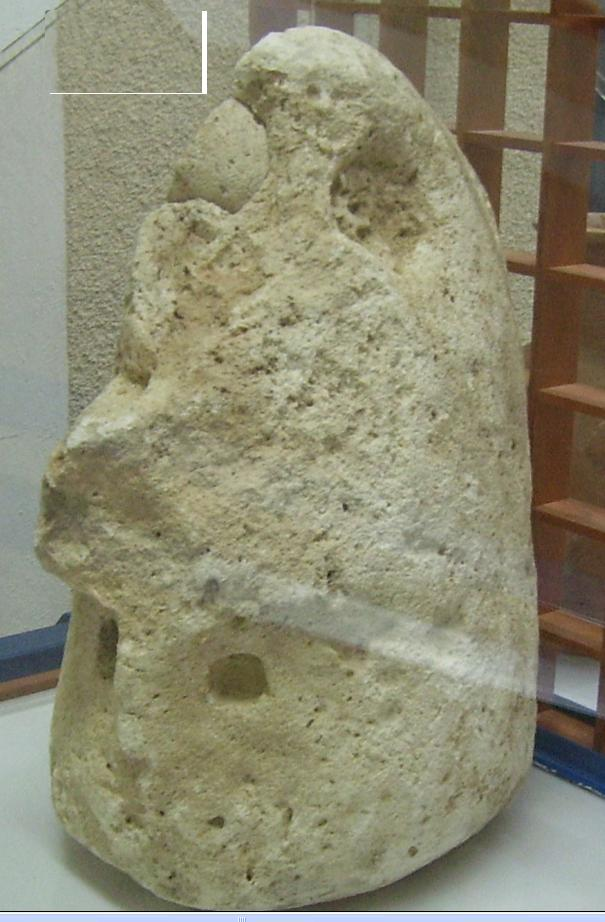
Perfugas, Civico Museo Archeologico e Paleobotanico, testa di guerriero da Bulzi, in calcare bianco lisciato.

### Proto-statuaria nuragica. Le statue betilo
Ritenute in un primo momento sculture puniche o romane, queste sculture secondo l'archeologa Fulvia Lo Schiavo raffigurano in realtà dei guerrieri con il tipico elmo "a bustina", crestato e cornuto di tipo nuragico, come suggeriscono le cavità circolari nelle quali erano alloggiati i corni ancora parzialmente presenti nella statua betilo da Bulzi. Secondo l'archeologa le sculture del nord Sardegna testimoniano l'esistenza di una proto-statuaria nuragica, tappa intermedia di una linea evolutiva che dai betili oragiana (presenti sia a Mont'e Prama sia nelle tombe dei giganti costruite con conci perfettamente rifiniti) arriverà come esito finale alle statue antropomorfe di Mont'e Prama, in accordo con quanto già sostenuto dall'archeologo Giovanni Lilliu a partire dall'esame del betile di Baunei e del pilastro - del tutto identico ai betili oragiana - della scultura di Viddalba.
Durante la campagna di scavi del 2014 fu rinvenuto un nuovo esemplare di statua betilo. Il nuovo esemplare presenta il consueto volto umano secondo lo schema del naso e dalle profonde arcate orbitali sormontate da una sorta di cresta tipica degli elmi nuragici come nei casi di Ossi e di Viddalba.

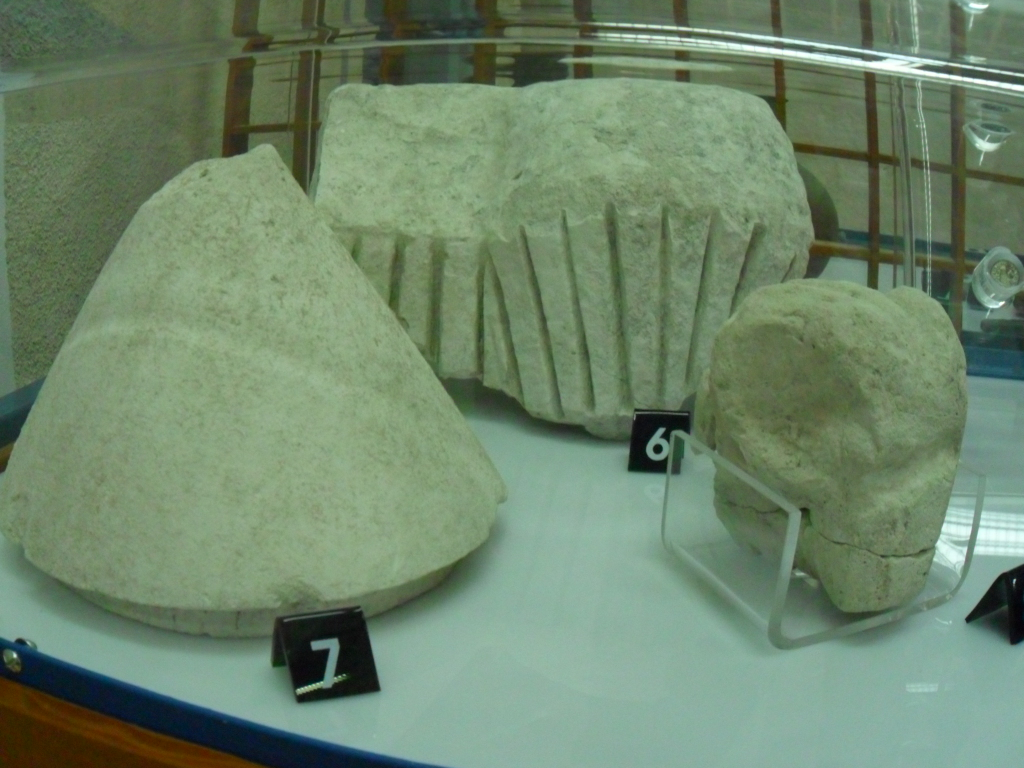
Frammenti di un modello di nuraghe e testa di ariete, dal pozzo sacro di Irru, presso Nulvi, custoditi nel Museo di Perfugas.

### Le protomi di ariete e toro
Nell'iconografia dei bronzetti un ampio numero di manufatti è costituito da protomi di animali associate a modelli di nuraghe, scolpite solitamente sulle pareti di particolari edifici di culto come nel Pozzo sacro di Irru a Nulvi.
L'esempio più raffinato in tal senso è costituito dal complesso nuragico di Sa Sedda 'e sos Carros, ubicato nella valle di Lanaithu in territorio di Oliena, deputato al culto dell'acqua e dove furono rinvenuti probabili frammenti di statue. Le sculture si presentano all'interno di un edificio di pianta circolare con bacile centrale. Le pareti sono costruite con conci isodomi di basalto disposti a filari tra i quali uno costituito da blocchi di calcare bianco, internamente ornato con una teoria di protomi di ariete (o di muflone). Dalle sculture forate in corrispondenza della bocca l'acqua zampillava nel grande bacile sottostante. Alcuni conci usati come pietrame bruto per livellare il pavimento roccioso mostrano tracce di decorazione a rilievo del tipo dei frammenti di scudo delle statue di Mont'e Prama; l'accostamento è rafforzato dalla presenza di un possibile frammento di piede.
Un esempio simile di protomi di ariete scolpite ed esposte allineate si trova nel santuario di Gremanu-Madau. Entrambi i santuari risalgono all'età del bronzo recente e presentano modelli di nuraghe. Sempre presso aree cultuali sono presenti anche protomi di toro, come quelle del Pozzo sacro di Serra Niedda a Sorso, del Santuario nuragico di Santa Vittoria presso Serri, del pozzo sacro di Sant'Anastasia presso Sardara, dal sacello nuragico di Cuccuru Mudeju a Nughedu San Nicolò presso Sassari: pure in tutti questi casi sono compresenti i modelli di nuraghe.

Altorilievo dal nuraghe Cann'e Vadosu, da Cabras.

### Modelli di nuraghe e altorilievi
Le sculture in pietra denominate modelli di nuraghe sono state rinvenute in tutta la Sardegna nei principali centri nuragici di culto e nei villaggi. Costituivano la rappresentazione in scala delle torri e dei castelli nuragici, a fini sacrali e/o politici. In questi modelli, oltre alla raffigurazione dei particolari architettonici dei monumenti, come i mensoloni su cui si reggevano i terrazzi e gli ingressi monumentali a sesto acuto, si trova rappresentata l'intera gamma tipologica dell'architettura nuragica. Gli scultori ritrassero infatti sia i semplici nuraghi monotorre, sia quelli trilobati, come il Nuraghe Santu Antine presso Torralba, quelli quadrilobati come Su Nuraxi di Barumini, e anche i pentalobati come il Nuraghe Arrubiu di Orroli.
Tra le decine di modelli rinvenuti, su alcuni esemplari l'artigiano nuragico scolpì in altorilievo figure umane o simboli religiosi come:
- il modello in arenaria gessosa proveniente dal nuraghe Cann'e Vadosu, nei pressi di Mont'e Prama, raffigurante un nuraghe trilobato con al centro di una facciata una figura umana, da alcuni ricercatori paragonata ai pugili di Mont'e Prama;
- il modello rinvenuto presso San Sperate (Cagliari), in località Paulilongu, riferito a un nuraghe quadrilobato, in arenaria quarzosa, con al centro la raffigurazione di un ingresso monumentale e un personaggio con copricapo conico;
- il modello in arenaria gessosa di Serra'e is Araus a San Vero Milis, nel quale lungo il parapetto della torre è posto in rilievo un personaggio con al seguito un toro aggiogato;
- il modello in arenaria di un altare monumentale in forma di nuraghe, ritrovato durante gli scavi entro il nuraghe Su Mulinu, a Villanovafranca, che presenta else di spade e un crescente lunare scolpiti in rilievo.

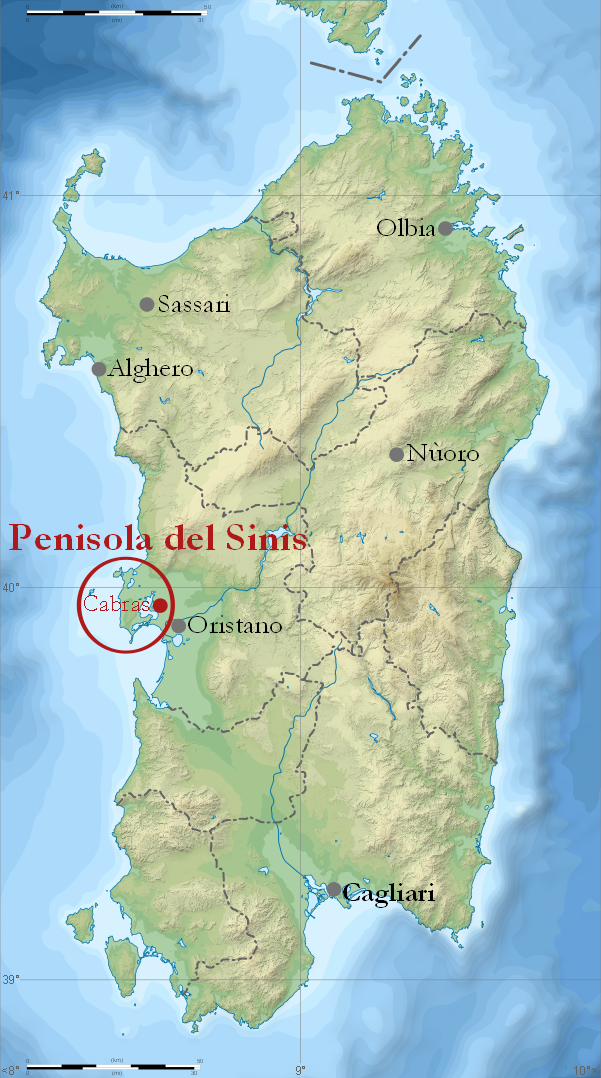
Localizzazione della penisola del Sinis nella Sardegna centro-occidentale.

## Luogo del ritrovamento
Le sculture furono gettate per la maggior parte nella necropoli rinvenuta in località Monte de Prama (Mont'e Prama), un rilievo di modesta altitudine (50 m s.l.m.) situato in posizione strategica al centro della penisola del Sinis.
Un altro frammento scultoreo – precisamente una testa – fu ritrovata altrove presso il pozzo sacro di Banatou di Narbolia, a circa 2 km dal nuraghe S'Uraki, poco distante dalla necropoli, insieme con vari reperti ceramici sia punici sia nuragici. Oltre alle statue del Sinis occorre segnalare una scultura rinvenuta nella Sardegna meridionale a San Giovanni Suergiu, nel Sulcis confrontata da alcuni studiosi con le statue di Mont'e Prama.
Il Sinis fu frequentato fin dal periodo neolitico, come attesta l'importante sito archeologico di Cuccuru s'Arriu noto per una necropoli del neolitico medio, nelle tombe della quale era di norma presente un idolo femminile in stile volumetrico. Successivamente sono attestate tutte le culture che si avvicendarono nell'Isola nel corso dei millenni.
Tra queste è rilevante la presenza della Cultura del vaso campaniforme di cui si ha traccia anche altrove in Sardegna e che prelude alla Cultura di Bonnannaro. Sarà poi quest'ultima a dar vita alla Civiltà nuragica.
Per la sua felice posizione geografica, nell'antichità la penisola del Sinis fu una testa di ponte per le rotte verso le Baleari e la penisola iberica, da sempre relazionate alla Sardegna. Nell'arcipelago delle Baleari sorgeva infatti la Civiltà talaiotica, sotto vari aspetti simile alle Civiltà nuragica. Il Sinis è inoltre favorito dalla vicinanza al Montiferru, luogo in cui è ubicato un antico vulcano sede di importanti miniere di ferro e di rame, anch'esso strettamente controllato tramite numerosi nuraghi.
Il toponimo Monte'e Prama significa in lingua sarda "Monte delle Palme", probabilmente dovuto al fatto che la località era ricoperta da palme nane, un tempo abbondanti nel Sinis. L'area nella quale è situata la necropoli è riportata con il toponimo "M. Prama" sulle mappe catastali del Comune di Cabras, e sulle mappe 1:25000 dell'Istituto Geografico Militare al foglio 216 N.E. La lettera M di tale dicitura dà luogo a diverse interpretazioni tra le quali Monti, Monte, Montiju, diciture tuttora in uso nella lingua sarda. Nel passato l'uso di tale toponimo indicante la presenza delle palme nane in loco, era documentato in alcuni scritti. Il teologo e scrittore Salvatore Vidal nella sua opera Clypeus aureus excellentiae Calaritanae del 1641, parlando del Sinis, riporta il toponimo Montigu de Prama. Il frate minore Antonio Felice Mattei scrisse nel 1700 una storiografia delle diocesi e dei vescovi sardi e parlando delle località del Sinis menziona Montigu Palma.

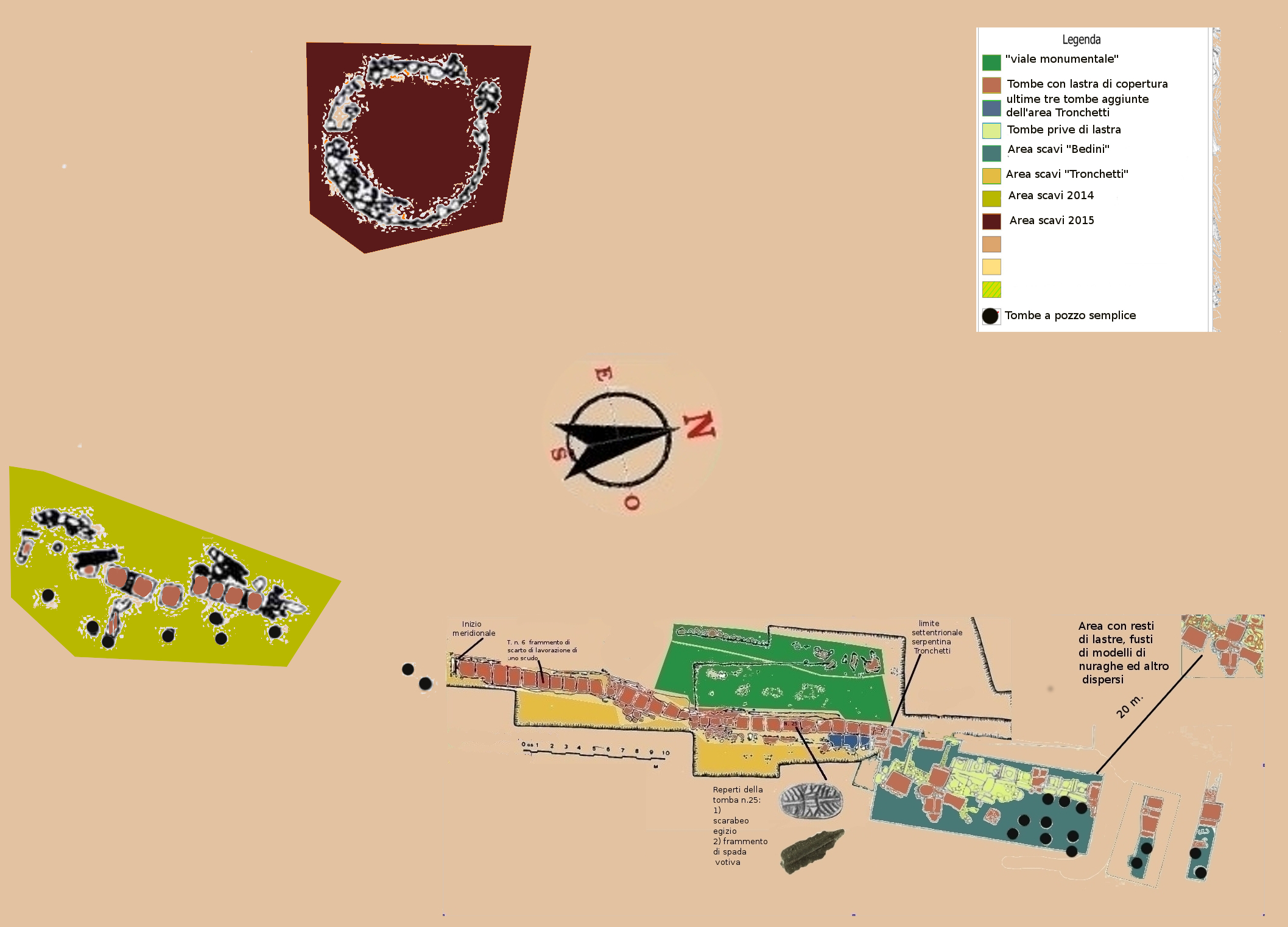
Planimetria della necropoli di Mont'e Prama

## La necropoli
I frammenti delle sculture furono rinvenuti al di sopra di una necropoli situata sulle pendici del Mont'e Prama, sovrastata da un nuraghe complesso ubicato sulla sommità dell'altura. Le tombe che la compongono sono del tipo a pozzetto e per lo più risultarono prive di corredo funerario. In quelle finora esaminate sono stati rinvenuti – in posizione seduta – resti umani sia maschili sia femminili, di età compresa tra i tredici e i cinquanta anni, uno per ogni tomba. Allo stato attuale (2021) il complesso funerario si suddivide in due aree: la prima con forma di parallelepipedo fu indagata nel 1975 dall'archeologo Alessandro Bedini; la seconda è un'area disposta a serpentina scavata tra gli anni 1976 e 1979 dagli archeologi Maria Ferrarese Ceruti e Carlo Tronchetti. Parallela a quest'ultima si trova una strada lastricata, delimitata da alcune lastre in pietra calcarea infisse a coltello. La costruzione della strada risulterebbe coeva alla monumentalizzazione della necropoli.
Lo scavo cosiddetto "Bedini" ha riportato alla luce un'area con trentatré tombe a cista litica, ma costruite con roccia diversa da quella dell'area a serpentina. Tali ciste risultarono essere per lo più prive dei lastroni di copertura in quanto divelti dai lavori agricoli che in tutti i secoli successivi interessarono l'area. Quella che vien definita "area Bedini" risulta esser stata edificata in tre diverse fasi:
- La prima fase – a causa della loro arcaicità – è rappresentata dalle tombe a pozzetto circolare. Queste somigliano alle tombe ritrovate nel Tempio di Antas situato nella Sardegna meridionale e dedicato al Sardus Pater "Babai", il dio eponimo dei Sardi nuragici.
- La seconda fase fu quella interessata dal rivestimento delle tombe con lastre di pietra.
- Nella terza fase – coeva alla parte di necropoli scavata dall'archeologo Carlo Tronchetti – si ebbe l'apposizione delle statue.[45]

Nella parte scavata dall'archeologo Carlo Tronchetti, l'inizio della necropoli è indicato – sia in ordine cronologico sia spaziale – da una lastra in pietra infissa a coltello giustapposta alla prima tomba del lato sud. Il lato nord comprende invece le tombe di età più recente ed è anch'esso delimitato da una lastra in pietra infissa a coltello. A fianco dei lastroni di copertura del tracciato a serpentina sono state rinvenute ulteriori fossette utilizzate per deporre ossa umane. A causa della presenza dell'"area Bedini", le ultime tre tombe edificate non seguono il naturale tracciato ma ripiegano sul fianco delle precedenti sepolture. La necropoli risulta attualmente (2021) non ancora completamente scavata.
È inoltre documentata un'area posta a venti metri dall'area Bedini nella quale furono rinvenuti lastre di copertura e fusti definiti questi ultimi dall'archeologo Giovanni Lilliu come "colonne", ma che per diametro e caratteristiche rientrano appieno nelle sezioni modulari dei modelli di nuraghe rinvenuti nel resto della necropoli.

### Ipotesi sull'aspetto della necropoli
Secondo alcuni archeologi che scavarono il sito (C. Tronchetti, A. Bedini) le statue avevano come scopo la monumentalizzazione della necropoli. Un indizio in tal senso sarebbe fornito dalla tomba numero sei dell'area scavata dall'archeologo Carlo Tronchetti all'interno della quale fu rinvenuto un frammento di scarto di lavorazione di uno scudo rendendo plausibile - secondo gli studiosi - la realizzazione in loco delle statue che sarebbero state costruite appositamente per la necropoli. In base ad alcune considerazioni circa le caratteristiche scultoree, gli studiosi ritengono che anche betili e modelli di nuraghe furono scolpiti appositamente per adornare la necropoli o il santuario.
Supponendo l'originaria unitarietà di statue e necropoli, gli archeologi hanno ipotizzato che la necropoli potesse richiamarsi all'antica tradizione delle tombe dei giganti; costituirebbero degli indizi in tal senso il tracciato a serpentina e la presenza dei betili. Secondo tale ipotesi le statue sarebbero state collocate sopra le lastre di copertura delle tombe costituendo in tal modo un viale monumentale. Secondo un'altra ipotetica ricostruzione, le sculture sarebbero state disposte a semicerchio nei lati est e ovest della necropoli, rendendo ancora più forte - in tal caso - il richiamo alla tomba dei giganti e alla sua esedra megalitica. Allo stato attuale delle conoscenze (2021), entrambe le ipotesi non sono sorrette da validi riscontri per ammissione degli archeologi stessi.
L'incompletezza degli scavi rende impossibile stabilire quale fosse il reale aspetto della necropoli e la sua effettiva estensione. Rimangono inoltre dubbi sull'originaria ubicazione delle statue. A fronte di tali problemi, alcuni studiosi teorizzano un adiacente santuario nuragico nel quale le statue sarebbero state originariamente posizionate. Costituirebbe un indizio in tal senso l'esistenza di un'area posta a venti metri dagli scavi di A. Bedini e C. Tronchetti nella quale furono rinvenuti fusti di modelli di nuraghe monotorre e lastroni, probabilmente utilizzati come copertura delle tombe scavate da A. Bedini, oppure come basamento di una platea per il posizionamento dei modelli di nuraghe come aveva già suggerito l'archeologo G. Lilliu.
Le ricerche effettuate dall'Università di Cagliari con l'utilizzo di un georadar hanno individuato un'area vasta almeno sei ettari dotata di strutture artificiali e dunque create dall'uomo. Le nuove indagini pertanto sembrano convalidare la tesi dell'esistenza di un santuario nuragico a Mont'e Prama. L'esistenza di altri monumenti di carattere sacro nei pressi della necropoli è suggerito dalla presenza di tipici conci utilizzati per l'edificazione dei pozzi sacri. Altri ricercatori ritengono che non si possa completamente escludere la presenza di un megaron nuragico al di sotto dell'edificio romano in opera cementizia, situato nei pressi della necropoli.

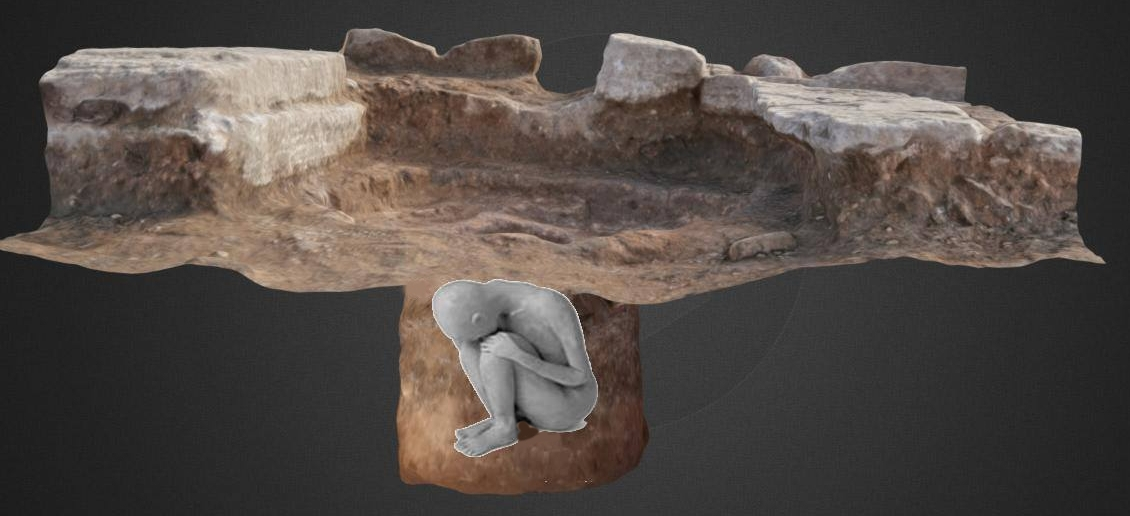
Descrizione e ricostruzione di una tomba di Mont'e Prama

### Descrizione delle tombe e delle sepolture
Nonostante Mont'e Prama sia un sito funerario i rituali mortuari non sono stati dettagliatamente studiati. Sebbene nelle tombe più antiche non siano stati trovati reperti orientali, i ricercatori ipotizzano influenze fenicie e villanoviane per spiegare la comparsa della particolare sepoltura con una tomba a pozzetto e l'inumazione del defunto in posizione assisa.  Le tombe possono essere a pozzetto semplice oppure a cista o semicista. Le tombe a pozzo semplice sono costituite da una semplice fossa circolare, probabilmente ricoperte da un mucchio di pietre, visibile in superficie, come ad Antas; le tombe della fase successiva sono collocate, nel settore Bedini e Tronchetti, provviste di parete in pietra (cista o semicista) e lastrone di copertura.

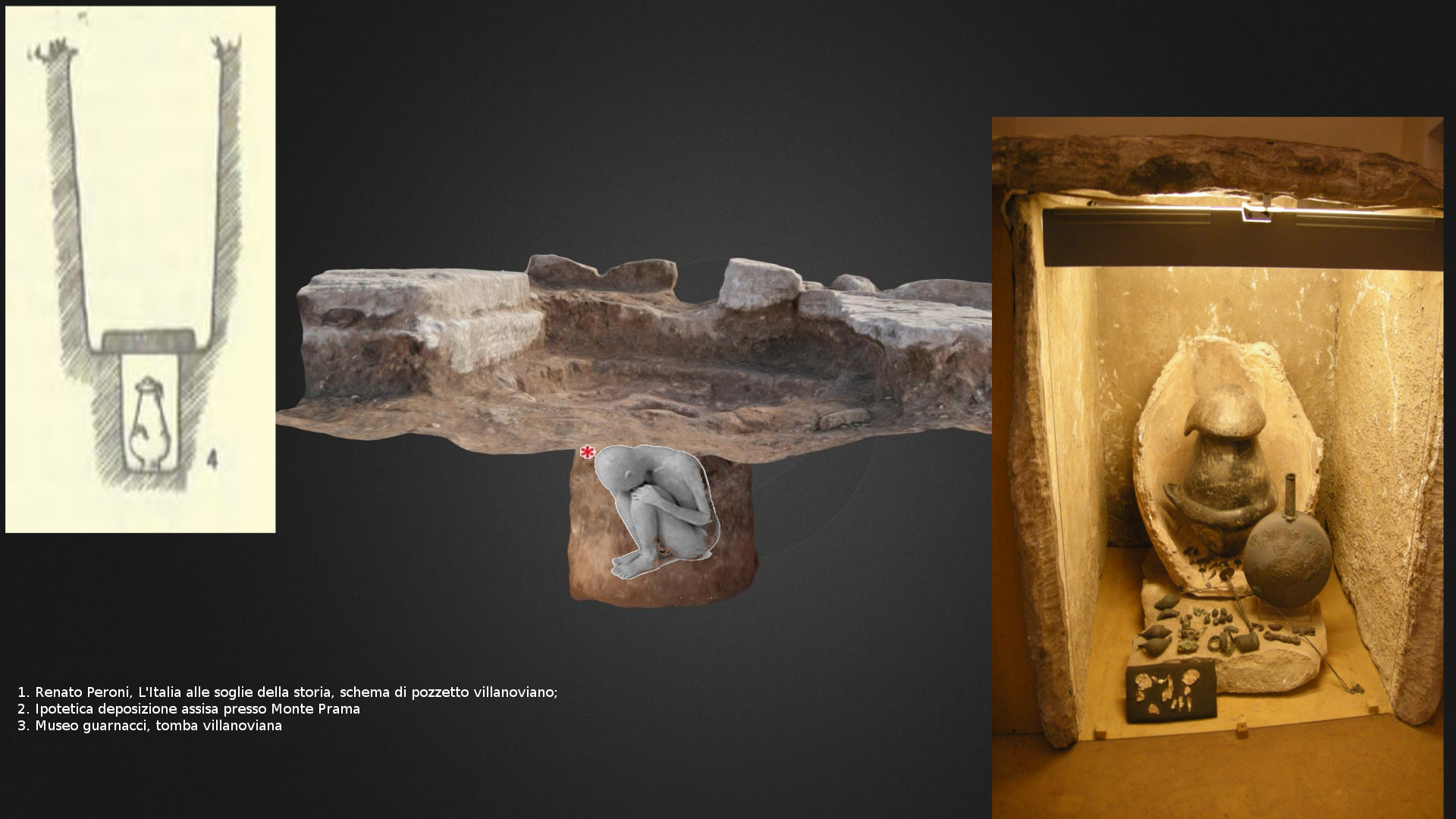
Raffronto tra tombe di Mont'e Prama e tombe villanoviane.

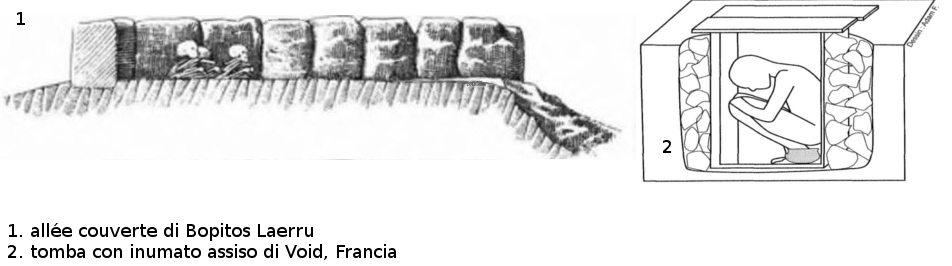
Tomba megalitica di Bopitos e tomba di Void con inumati assisi

Le sepolture sono uniformi, presentando tutte l'individuo solitamente in postura seduta con le gambe flesse e unite al torace. I defunti furono deposti seduti sul fondo di pozzetti individuali, generalmente con le spalle rivolte a est, tranne poche eccezioni (es: pozzetto J).
È prevalente l'idea tra gli studiosi che si tratti di sepolture primarie ma alcuni non escludono la presenza di sepolture anche secondarie in ragione della forte frammentarietà dei resti scheletrici.
Simili tombe e identiche sepolture sono presenti in Europa, e nella medesima epoca delle sepolture più antiche di Mont'e Prama, nel bacino parigino (XV-X sec a.C.). Il rituale della postura assisa deriverebbe dal retaggio delle tradizioni megalitiche europee dove è attestato sin dal Mesolitico.
In Sardegna tale peculiare rituale trova confronti in altre necropoli, tra le quali spicca quella di Antas, posta al di sotto del tempio del Sardus Pater e poco distante dal santuario nuragico delle acque ipogee nella grotta di Su Mannau. Presso una delle tombe di Antas fu ritrovata una statuina raffigurante un personaggio in nudità rituale armato di lancia, che per alcuni studiosi è tra le più antiche raffigurazioni del dio Sardus. Le tombe di Antas non sono state datate al C-14, pertanto sono convenzionalmente attribuite al IX sec. a.C.
Il costume funerario con postura assisa di Mont'e Prama fu rinvenuto dall'archeologo Antonio Taramelli presso le tombe di Bopitos a Laerru, oramai andate distrutte. In tali allées couvertes, dalle quali discendono le tipiche tombe dei giganti nuragiche, almeno quattro individui giacevano nella tipica postura poi utilizzata presso Mont'e Prama.

### Status aristocratico degli inumati
Tra gli aspetti rituali di Mont'e Prama, secondo gli studiosi, occorre considerare la selezione di coloro che potevano essere seppelliti presso la necropoli. Sono infatti assenti bambini e anziani e in genere anche le donne (solo un caso certo). Lo studio dei resti scheletrici dimostra che la sepoltura fosse garantita solo agli individui giovani di sesso maschile; tali individui risultano dotati di una forte muscolatura, probabilmente dovuta a intensi "esercizi".
Questo dato, unito all'iconologia della statuaria, qualifica coloro che furono inumati a Mont'e Prama come appartenenti al ceto aristocratico e guerriero della Sardegna nuragica.
L'appartenenza al ceto guerriero e aristocratico è sottolineata anche dai pochi corredi di pregio rinvenuti sia a Mont'e Prama sia ad Antas. In quest'ultimo sito, nella tomba t3, fu rinvenuto un corredo di pregio contenente anche una statuina armata di lancia identificata nel dio guerriero Sardus.

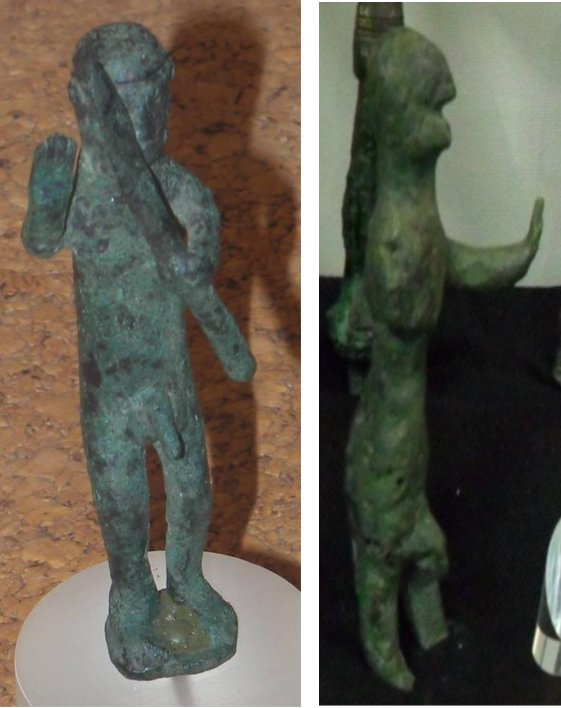
Bronzetti in nudità rituale dalla tomba a pozzo di Antas (sinistra) e dal santuario di Serra Niedda (sinistra).

### Dati antropologici e genetici sugli inumati
Finora sono rari gli studi sul patrimonio genetico degli inumati di Mont'e Prama. Tra questi vi sono i dati forniti dal dente MA115 datato attraverso il radiocarbonio 14 al 1380-1080 a.C. e il cui genoma rientra nell'aplogruppo mitocondriale H3. Tale aplogruppo è tuttora riconoscibile nel patrimonio genetico del 18% dei sardi moderni. L'aplogruppo H3, concentrato in Sardegna e nei Pirenei, fu probabilmente importato in tempi pre-neolitici. Secondo la studiosa Anna Olivieri:
Un altro dato cruciale del gruppo umano di Mont'e Prama è la forte endogamia. Tra i trentasei inumati di cui si erano conservati i denti, ventuno avevano uno o due incisivi a pala: vale a dire il 58% dei defunti possedeva questo carattere a trasmissione ereditaria. Tale conformazione dentale non è un'esclusiva sarda; durante l'età del ferro e del rame, il carattere "incisivo a pala" era molto più diffuso di ora, in Europa come in Italia, ma non arrivò mai a superare il 38%. In età nuragica sono almeno due le sepolture con inumati dotati di incisivi a pala, in particolare sempre nella tomba IV dei giganti di Is Lapideddas (Gonnosnò-OR)  e nella tomba dell'età del ferro di Motrox'e Bois (Usellus-OR), in quest'ultimo caso con frequenza del 2,5%.

### Analogie tra rituali funerari di Mont'e Prama e delle tombe dei giganti
Le pratiche religiose osservabili a Mont'e Prama sono riconducibili sia ad attività di culto come a riti funebri risalenti alle più antiche tradizioni dell'età del bronzo medio nuragico (1600 -1400 a.C.).
Tali riti funebri rispecchiano le più arcaiche tradizioni riscontrabili presso le tombe dei giganti. Sia nel settore scavato dall'archeologo Carlo Tronchetti, ma soprattutto nell'area denominata Bedini furono rinvenute semplici fosse, adiacenti alle sepolture, dotate di cista o a pozzetto. Le fosse presentano delle deposizioni variegate: in talune furono rinvenute solo ceramiche, mentre altre sembrano contenere parte di un corpo, in particolare ossa disarticolate. Quest'ultimo tipo di deposizione si riscontra anche presso la tomba isodoma di Iloi a Sedilo (1500 a.C.), nella quale le fossette presentavano frammenti di ossa frammiste a ceramica. Fossette adiacenti al vano funerario sono state individuate presso numerose tombe dei giganti e contenevano per lo più frammenti ceramici; esse proverebbero l'usanza del riutilizzo costante dalla tomba, prelevando le ossa delle inumazioni più antiche, al fine di creare spazio nel vano funerario per nuove inumazioni. La mancanza di ossa nelle altre fosse documentate presso le tombe di giganti è probabilmente causata dall'acidità del terreno sardo.
Le fosse con sola ceramica presenti a Mont'e Prama potrebbero essere di tipo esclusivamente votivo, risultando in tal caso analoghe alle fosse votive rinvenute nella capanna centotrentacinque del nuraghe di Barumini, datata alla fase più antica del bronzo finale.
Altra similitudine è costituita dalla presenza del frammento di spada votiva, proveniente dalla tomba N. 25 del settore Tronchetti; questo particolare manufatto, integro o ridotto in frammenti più o meno grandi è stato rinvenuto in alcune altre tombe di giganti, tra le quali spicca la cosiddetta Tomba della spada presso il nuraghe Arrubiu.
Un'altra analogia è la presenza di numerose corna litiche rinvenute presso Mont'e Prama; un recente esperimento sembra indicare che esse fossero inserite negli incavi dei cosiddetti betili oragiana; corna litiche furono rinvenute nei pressi dell'esedra della tomba dei giganti di Grutti e Acqua.
Il più forte indizio di continuità religiosa tra i rituali funerari delle tombe di Giganti e di Mont'e Prama è costituito dal rinvenimento di numerosi betili "oragiana" con incavi, retaggio dunque di una tradizione risalente al 1500 a.C. Date le peculiarità dei betili di Mont'e Prama, essi appaiono scolpiti appositamente per la necropoli del Sinis.
Un'altra pratica del tutto simile tra Mont'e Prama e tombe di Giganti è il riscontro di vasi in miniatura; ceramiche votive in miniatura furono rinvenute all'interno di alcune tombe dei giganti, e risalgono generalmente - quando si tratta di vasetti a colletto - all'età del bronzo recente e del bronzo finale.
Infine, tanto nelle tombe dei giganti, quanto nella quasi totalità delle tombe di Mont'e Prama, in generale si registra l'assenza di qualsiasi corredo.

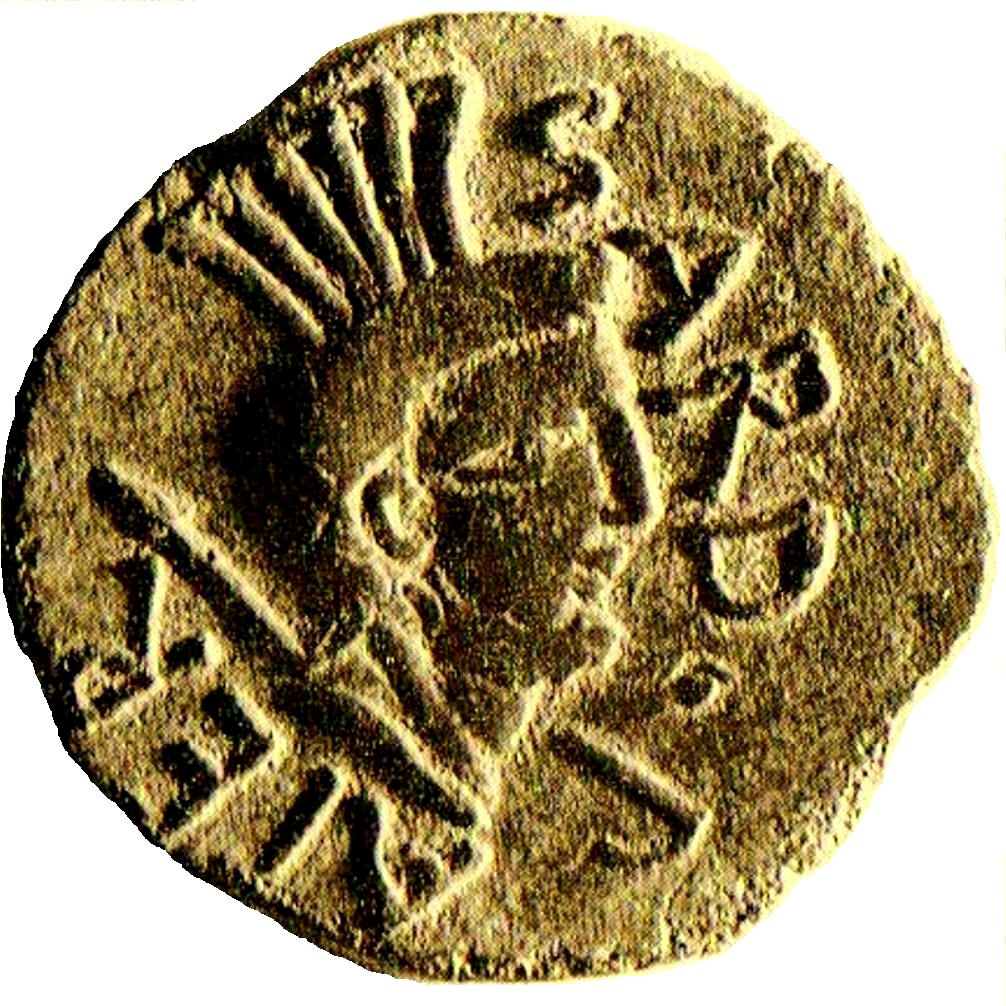
Moneta del Sardus Pater con corona piumata e lancia; fu fatta coniare da M. Azio Balbo, pretore della Sardegna nel 59 a.C.

### Analogie tra i rituali di Mont'e Prama e i rituali dei santuari nuragici
Ravvisando alcune analogie con altri importanti santuari nuragici, tra cui Serra Niedda presso Sorso, quello di Santa Anastasia a Sardara e quello di Antas a Fluminimaggiore, alcuni studiosi ravvisano oltre alla ritualità funeraria anche un'attività di culto, pure questa rimontante alle più antiche fasi del bronzo recente e finale nuragico.
Indizi in tal senso attestano un modello di nuraghe dotato di una concavità nella parte superiore rinvenuto a Mont'e Prama. L'esemplare del Sinis è confrontabile con altri ritrovati nei santuari di Serra Niedda e Santa Anastasia, entrambi attivi tra il bronzo recente e la gran parte dell'età del ferro. Nell'esemplare scultoreo di Sardara tale concavità risulta annerita e untuosa al tatto a distanza di secoli, fatto che attesterebbe l'uso di bruciarvi ritualmente essenze profumate.

### Storia degli scavi
È del 1965 il primo reperto rinvenuto con ogni probabilità appartenente al complesso monumentale di Mont'e Prama. Si tratta di un frammento di statua in calcare – precisamente una testa – trovato nel fondo del pozzo di Banatou presso Narbolia. Data la grande presenza di reperti punici e la presunta assenza di una statuaria nuragica in pietra, il frammento di Banatou fu considerato in origine un reperto punico.
Il rinvenimento delle statue presso la necropoli del Mont'e Prama, invece, è della metà degli anni settanta del secolo scorso. Secondo la testimonianza resa dai due scopritori Sisinnio Poddi e Battista Meli, il rinvenimento avvenne per caso nel mese di marzo del 1974 mentre preparavano la semina di due appezzamenti di terreno attigui che da anni affittavano dalla confraternita del Santo Rosario di Cabras.

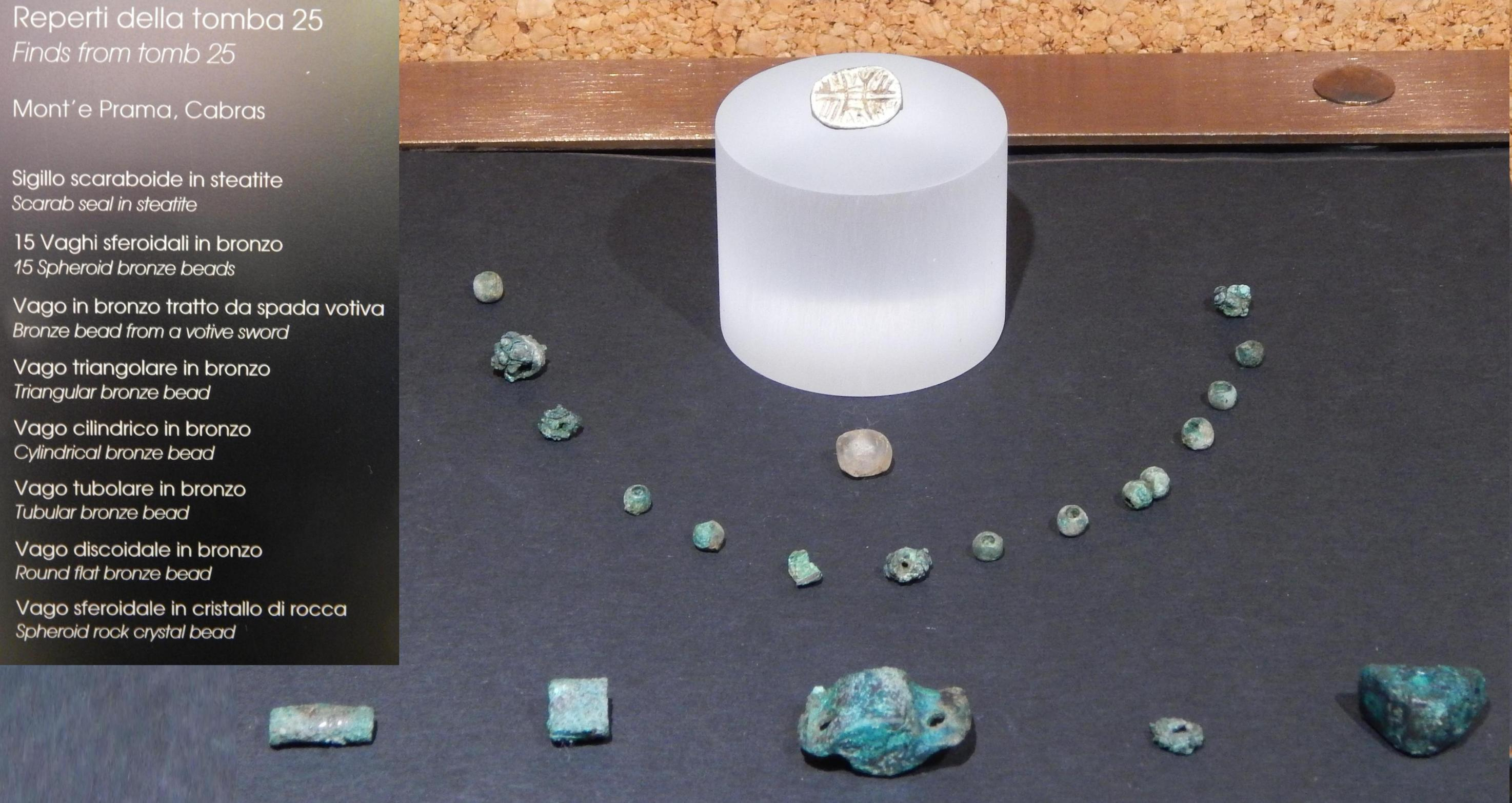
Il corredo della tomba n. 25 dalla necropoli di Mont'e Prama, esposto presso il Museo archeologico di Cagliari.

Nonostante il suolo fosse sabbioso, abbondava di manufatti rocciosi e frammenti di colonne che l'aratro portava regolarmente alla luce e che i due agricoltori accumulavano da una parte, non intuendo il loro reale valore archeologico.
All'inizio di ogni stagione di semina i due scopritori constatavano che gli accumuli di frammenti dell'anno precedente erano diminuiti considerevolmente perché asportati da persone che ne comprendevano il valore storico o perché utilizzati come materiale da costruzione. Fu il proprietario del terreno, Giovanni Corrias, a rendersi conto che si trattava di resti di sculture quando, insieme con Sisinnio Poddi, intravide in un cumulo di pietre e terra la testa di un gigante. Il proprietario informò di tale rinvenimento l'archeologo oristanese Giuseppe Pau il quale allertò la Soprintendenza ai Beni archeologici di Cagliari e Oristano.
Durante la prima fase della scoperta, l'archeologo Giuseppe Atzori denunciò insistentemente alle autorità la mancata protezione del sito. Molte delle statue ricostruite dai restauratori mancano della testa e di altri significativi frammenti a causa della spoliazione della necropoli: proprio la testa con gli enigmatici occhi fu uno dei reperti più ricercati.
Secondo l'archeologo Marco Rendeli, la storia delle prime ricerche è lacunosa e frammentaria e coinvolge diversi archeologi. Alcuni effettuarono scavi di breve durata (scavi Atzori nel 1974, scavi Pau nel 1977), altri ricercatori portarono avanti indagini programmate (scavi Bedini nel 1975, scavi Lilliu, Tore, Atzeni nel gennaio 1977, scavi Ferrarese Ceruti-Tronchetti nel 1977).
A quaranta anni dall'ultima campagna di scavi, non risolutivi per la soluzione di tali problemi, è pertanto programmata una nuova campagna di scavi.

#### Scavi presso il pozzo di Banatou Narbolia
| Responsabile                                                | Area indagata e reperti rinvenuti | Risultato scavi | Immagini scavi |
| ----------------------------------------------------------- | --- | --- | -------------- |
| Lo scavo avvenne tra la fine del 1965 e gli inizi del 1966. | Fu indagato il deposito votivo presso il pozzo sacro di Banatou Narbolia; i reperti constano di una testa di statua tipo Mont'e Prama in cattive condizioni, tredici statuette votive e sette vasi di epoca punica, una terracotta votiva di tipo greco rappresentante una Kore stante, numerosa ceramica sia nuragica che punica | Il deposito ha tra i suoi materiali più arcaici ceramica nuragica datata al VII secolo a.C. e al VI secolo a.C.; mentre si daterebbero al VI e V secolo a.C. le statuine puniche; poiché i materiali non sono editi non è possibile studiarne in modo preciso l'inquadramento cronologico. La tipologia delle statue puniche è da individuarsi nel tipo del "devoto-sofferente", furono realizzate al tornio e presentano sia analogie come differenze da altre statue trovate in un grande deposito presso Bithia. L'analisi delle argille ha permesso di verificare la loro provenienza da giacimenti distinti. |                |

#### Scavi Bedini
| Responsabile                | Area indagata e reperti rinvenuti | Risultato scavi | Immagini scavi |
| --------------------------- | --- | --- | -------------- |
| Anno 1975 Alessandro Bedini | Area parallela alla strada per Riola e distante 25 m da essa; scavo lungo 25 m e largo 3. Furono indagate trentatré tombe rinvenendo frammenti di statue e modelli di nuraghe, ceramica nuragica, inumati. | Fu individuato il confine ovest della necropoli delimitato da lastroni infissi a coltello. Furono rinvenute dieci sepolture a pozzetto prive del lastrone di copertura ma con all'interno i defunti adagiati in posizione rannicchiata con una lastrina di pietra sul capo. Tra i rari frammenti ceramici reperiti vicino alle tombe anche un vaso in miniatura |                |

#### Scavi Tronchetti– Ferrarese Ceruti
| Responsabile                                                                    | Area indagata e reperti rinvenuti | Risultato scavi | Immagini scavi |
| ------------------------------------------------------------------------------- | --- | --- | -------------- |
| Anno 1977 Carlo Tronchetti, Maria Luisa Ferrarese Ceruti, 1979 Carlo Tronchetti | Area interessata dalla discarica della necropoli. Furono indagate trenta tombe rinvenendo frammenti di statue, modelli di nuraghe, ceramica punica, un sigillo scaraboide, una collana bronzea, resti inumati, betili. | Lo scavo permise di portare alla luce una strada monumentale e appurare come la monumentalizzazione della necropoli, tramite l'aggiunta delle statue, fosse coeva alla realizzazione della strada stessa. Furono inoltre rinvenute nuove e numerose parti delle sculture e al di sotto di una di queste fu rinvenuto un grande frammento di anfora punica, non anteriore al IV secolo a.C.: tale frammento daterebbe il periodo di distruzione delle statue. Le tombe messe in luce confermarono il rituale funebre già riscontrato, con gli inumati deposti rannicchiati e sul cui capo spesso veniva adagiata una lastrina di pietra. All'interno della tomba numero venticinque fu scoperto uno dei pochi elementi di corredo, ovvero uno scarabeo egizio rientrante nella produzione del Nuovo Regno. Lo scarabeo era inserito probabilmente in una collana insieme con un frammento di spada votiva, un tipico manufatto nuragico del bronzo recente e finale. |                |

#### Scavi Zucca 2014
| Responsabile | Area indagata e reperti rinvenuti | Risultato scavi | Immagini scavi |
| --- | --- | --- | -------------- |
| Anno 2014 La ricerca è stata diretta dalla Soprintendenza per i Beni Archeologici di Cagliari e Oristano (Alessandro Usai, Emina Usai), dall'Università di Sassari (Paolo Bernardini, Pier Giorgio Spanu e Raimondo Zucca), dall'Ateneo cagliaritano (Gaetano Ranieri, Salvatore Rubino) per le indagini bio-archeologiche. | È stata effettuata la prospezione dell'intera area con il georadar. In base a tali indicazioni il sito potrebbe essere esteso per un'area di almeno 6,6 ettari. Le anomalie evidenziate dal georadar sono state sottoposte alla verifica degli scavi. I saggi hanno confermato la presenza di un nuovo settore a Sud della "necropoli Tronchetti", con nuove otto tombe con lastrone di copertura e altre otto a pozzetto semplice. | Con le indagini si rinvennero frammenti di statue (tra cui i piedi con sandali di una statua uniti a un basamento quadrangolare), modelli di nuraghe polilobato, due "pugili" di nuova tipologia, i resti scheletrici di diversi inumati, betili, un probabile frammento di statua-betilo, ceramiche ornate e inornate. Le nuove prospezioni inducono a ritenere che il sito archeologico di Mont'e Prama è costituito non solo dalla necropoli ma forse anche da un santuario. |                |

#### Scavi Usai 2015-2016
| Responsabile | Area indagata e reperti rinvenuti | Risultato scavi | Immagini scavi |
| --- | --- | --- | -------------- |
| Biennio 2015-2016 La ricerca è stata diretta dalla Soprintendenza per i Beni Archeologici di Cagliari e Oristano sotto la guida di Alessandro Usai, nell'ambito del progetto con finanziamento ministeriale ARCUS. | La campagna di scavo del 2015 è stata volta a ripristinare integralmente la trincea dei vecchi scavi, allargare la ricerca verso Ovest, indagare estensivamente gli spazi occupati dai resti degli edifici affioranti. Sono stati sottoposti a scavi stratigrafici gli edifici nuragici A e B adiacenti alla necropoli di Mont'e Prama. I reperti rinvenuti nell'indagine di tali edifici sono costituiti da vasellame databile tra il bronzo Medio (un'olla) e il Primo ferro, frammenti di statue e modelli di nuraghe; tali frammenti scultorei sono stati rinvenuti tutti nel vano B. Il vano A, più antico del vano B, presenta invece reperti Punici in quanto stravolto, svuotato e riutilizzato. Di estremo interesse anche le ceramiche fenice in Red Slip rinvenute in tali edifici, coeve agli esemplari della Necropoli di Tharros. Tra i reperti bronzei si segnalano, un frammento di bronzetto (mano), un pugnale, un pendaglio a forma di fiasca del pellegrino. Le ceramiche decorate sono rare; ma tra esse si segnala una ciotola decorata con un pugnale gammato. | La connessione tra gli edifici A e B, sottolineata dalla convergenza degli ingressi, suggerisce che il vano minore avesse funzioni di servizio in rapporto alle attività svolte nell'ambiente maggiore adiacente. L'edificio A, forse originariamente adibito a funzioni cerimoniali, fu ristrutturato in epoca nuragica, poi svuotato e occupato in epoca punica svuotando e alterando la sua più antica stratigrafia. Invece il vano B non fu rioccupato ed ha conservato la stratificazione nuragica della Prima età del ferro; essendo il vano B appoggiato al vano A, questo è dunque più antico del Primo ferro. Sono state inoltre scavate delle trincee in varie direzioni (nord, sud, nord-ovest); tali trincee hanno dimostrato la prosecuzione della necropoli. È stato sottoposto a scavo anche un muro che prosegue in direzione nord verso i terreni privati non ancora indagati. |                |

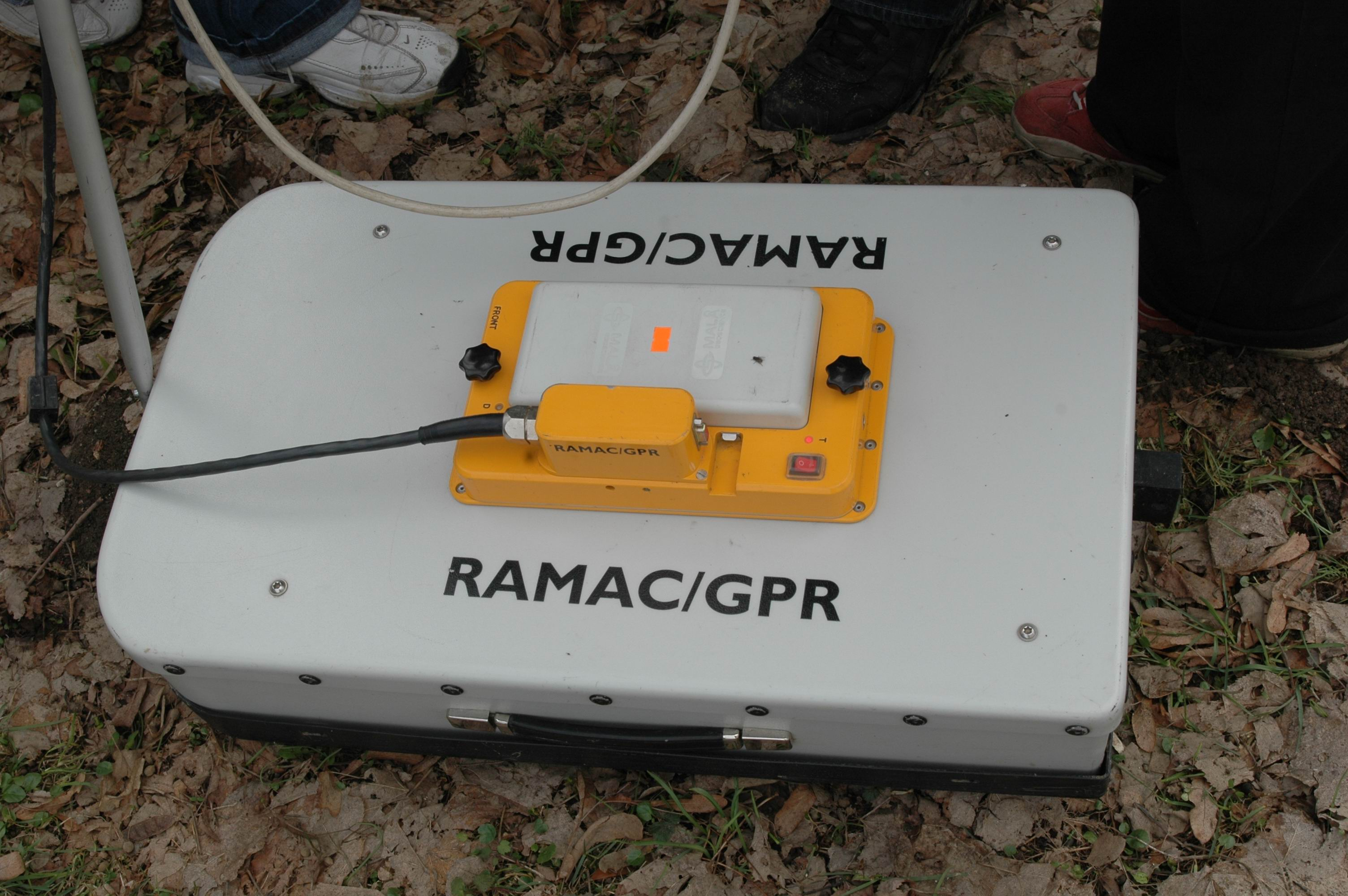
Georadar

### Ricerche con il georadar
Il sito è stato oggetto di due serie di prospezioni geofisiche: una nel 2013 e una a fine 2015. Le prospezioni del 2013 riguardano l'area di scavo principale, di proprietà della Confraternita del rosario. Le successive prospezioni sono state effettuate a fine nel 2015 nel lato nord. Gli scavi avviati il 5 maggio 2014 e conclusi il 31 marzo 2015 nel settore a meridione dell'area indagata nel 1975, 1977 e 1979, hanno confermato quanto le prospezioni con l'utilizzo del georadar riuscirono ad individuare evidenziando un filare di nuove otto tombe, nuove statue antropomorfe e betili.
Nella parte centro-sud dell'area sono state individuate due anomalie rettangolari e un'altra di forma circolare mentre l'area est è caratterizzata da anomalie non chiaramente organizzate. Le ricerche hanno posto in evidenza numerose figure geometriche in quasi tutte le aree oggetto di indagine, eccetto che nella parte sud dove le anomalie sono caoticamente distribuite senza figure geometriche regolari attribuibili all'opera umana. Secondo il ricercatore Gaetano Ranieri le anomalie indicate dal georadar riflettono la presenza di strade, edifici e nuovi allineamenti di sepolture fin qui inesplorati e definisce l'intero l'insediamento che si estende su una superficie di 16 ettari come una piccola Pompei.

### Restauro
Il progetto di conservazione e restauro è stato elaborato dall'archeologo conservatore Roberto Nardi con la direzione scientifica dell'archeologa Antonietta Boninu. Dal 2007 al 2012, i 5.178 reperti provenienti dalle campagne di scavi e dai recuperi, per un peso complessivo di dieci tonnellate, sono stati assemblati e 38 sculture sono state montate su particolari strutture portanti per permettere il lavoro di ricomposizione. Per tutta la durata dell'intervento, il cantiere di lavoro è stato aperto al pubblico. Dopo una prima pulitura delle superfici lapidee e dopo un'analisi approfondita di ciascun frammento, sono stati man mano ritrovati gli attacchi tra le varie parti delle sculture identificando così le varie tipologie di guerrieri e di modelli di nuraghe. La ricerca degli attacchi si è alternata con altri tipi di intervento come la pulitura con acqua atomizzata (una tecnica poco invasiva in grado di solubilizzare le incrostazioni senza danneggiare la pietra, già sperimentata nella ripulitura dei monumenti del Foro romano), ma soprattutto con il consolidamento delle superfici. Il materiale utilizzato dagli antichi scultori infatti risulta costituito da tenera calcarenite di provenienza locale, caratterizzata nella sua composizione interna da microfossili marini. Dalle analisi effettuate nei reperti risultano evidenti tracce di un remoto incendio che modificò chimicamente la parte superficiale della pietra rendendo i reperti più fragili e riducendone la resistenza.

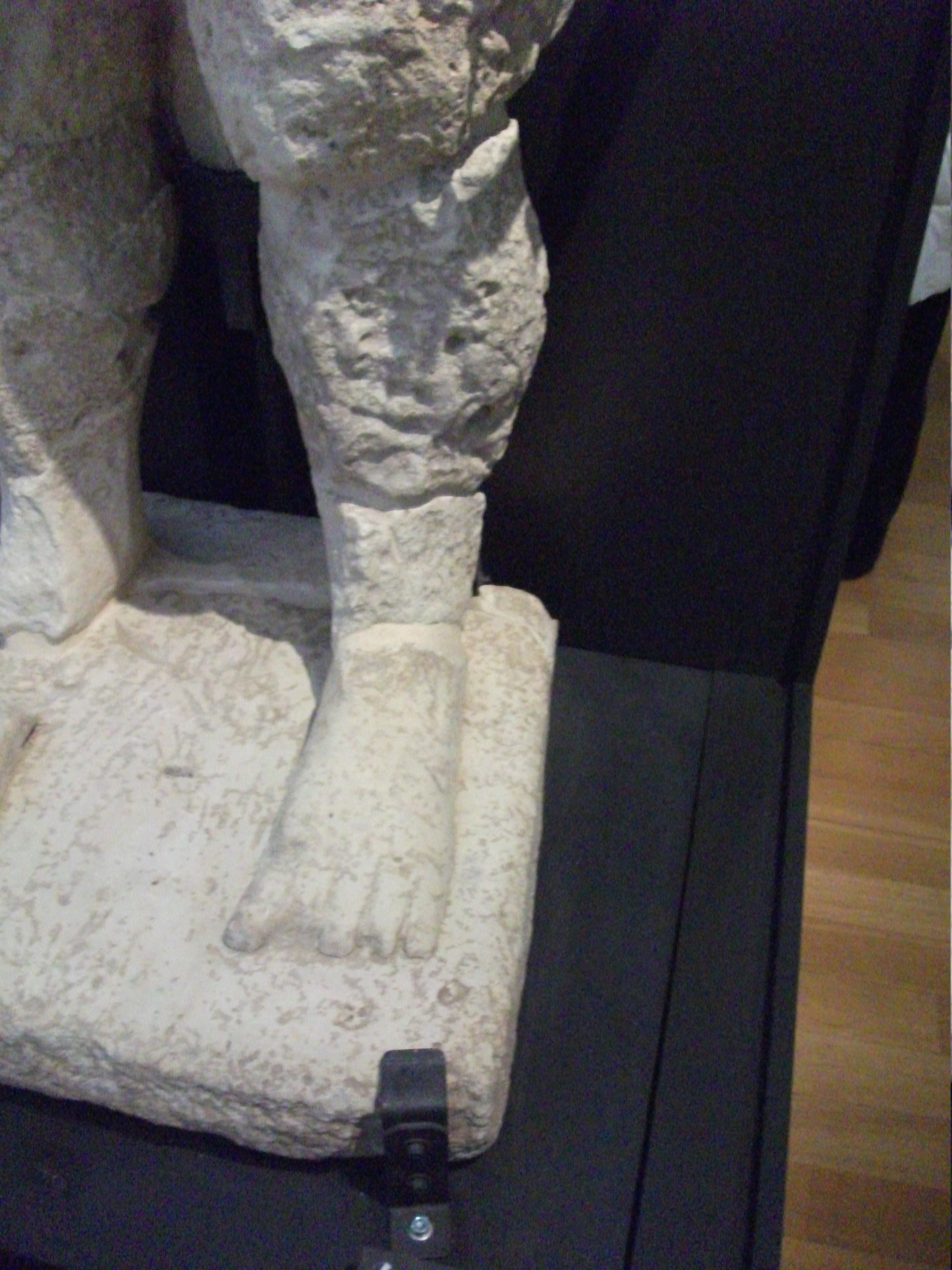
Particolare del basamento di una statua di Gigante.

La ricerca degli attacchi ha consentito di ricomporre più di mille frammenti combacianti tra di loro ricostruendo così le varie tipologie di statue. In questo modo sono stati ricomposti tredici modelli di nuraghe (tra monotorre e polilobati), sedici pugili, quattro guerrieri, cinque arcieri. Le parti che non presentano attacchi sono sei e documentano la presenza di altre sei sculture portando il loro numero complessivo a 44.

### Musealizzazione
Dal 2014, dato il grande interesse culturale dei reperti, la Soprintendenza di Cagliari e Oristano ipotizzava una musealizzazione diffusa per le statue; da allora 11 sono esposte presso il Museo civico Giovanni Marongiu di Cabras e le restanti 33 al Museo archeologico nazionale di Cagliari.
Nel luglio 2021 è stata costituita la "Fondazione Giganti di Mont'e Prama", partecipata dal Ministero della cultura, dalla Regione Sardegna e dal comune di Cabras. È previsto che il ministero conferisca alla fondazione il complesso delle sculture, così che possano essere tutte ospitate presso l'ampliato Museo archeologico di Cabras, operazione che dovrebbe concludersi nel 2025.

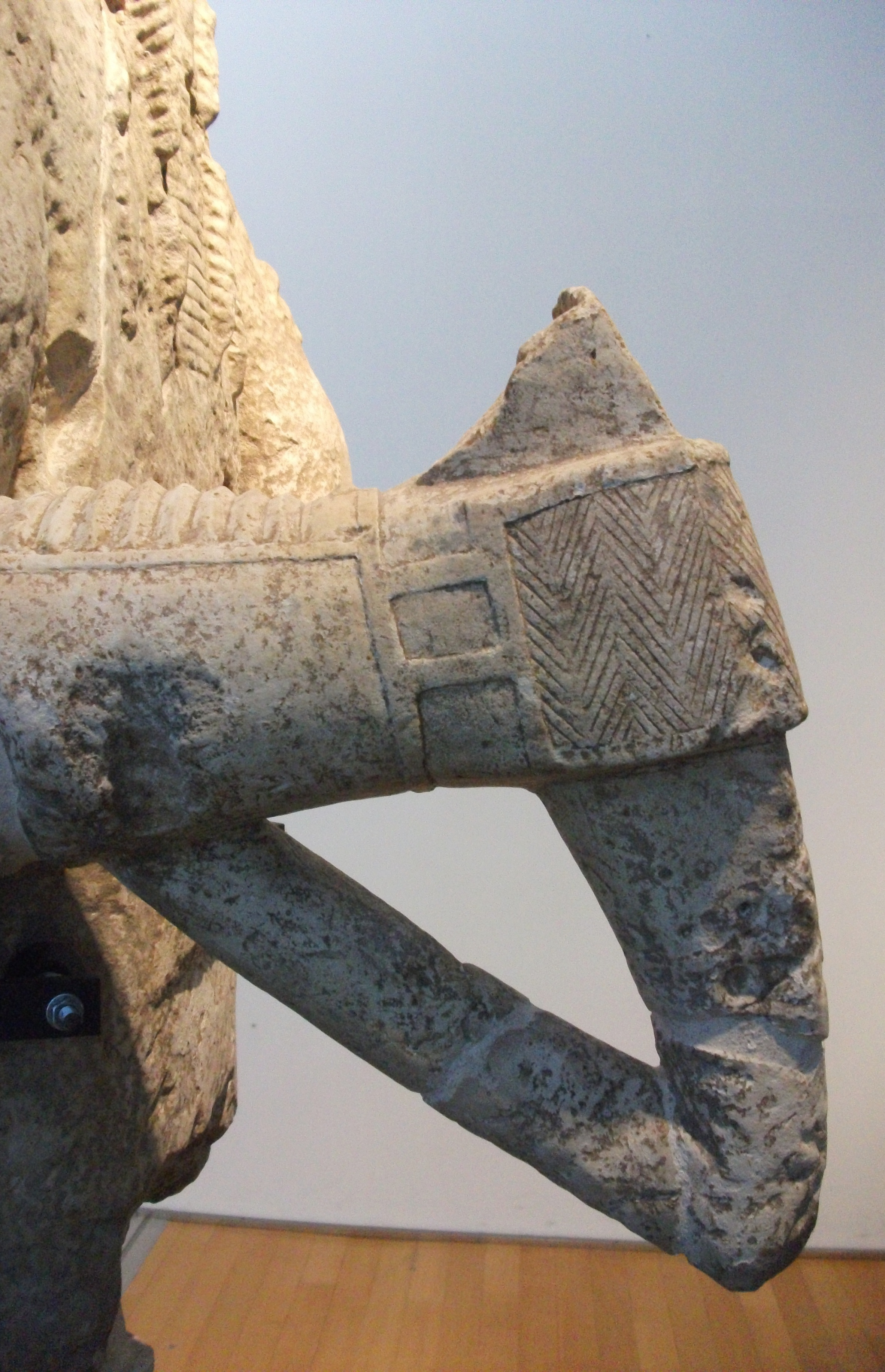
Centro restauro Li Punti, Sassari: braccio di arciere con brassard in rilievo e decorazioni incise.

## Caratteristiche generali e confronti stilistici
Il volto delle statue segue lo schema a T, tipico dei bronzetti sardi e delle vicine statue stele corse.
L'arcata sopracciliare e il naso sono molto marcati, gli occhi risultano incavati nel volto e resi in modo simbolico con un doppio cerchio concentrico. La bocca è resa con un breve tratto inciso, rettilineo o angolare.
L'altezza delle statue varia da un minimo di 2 m ad un massimo di 2,50 m. Esse hanno come soggetti pugili, arcieri e guerrieri, tutti in posizione eretta e con le gambe leggermente divaricate. I piedi sono ben definiti e poggiano su solide basi quadrangolari.
Caratteristica delle sculture è inoltre la presenza di dettagli decorativi con motivi geometrici eseguiti a chevron o a zig-zag, con linee parallele e cerchi concentrici, laddove a causa di ragioni statiche non fu possibile per gli artisti rendere tali dettagli in rilievo. Questo accade tanto per gli oggetti quanto per la raffigurazione di varie parti del corpo. Così, ad esempio, le trecce che scendono ai bordi del viso sono in rilievo ma i capelli sono resi con incisioni a spina di pesce.
Il brassard degli arcieri risulta leggermente in rilievo mentre i dettagli sono resi con disegni geometrici.
Tali peculiarità – insieme ad altri elementi – provano che i bronzetti sardi furono la principale fonte d'ispirazione per la loro realizzazione.
Le statue originariamente risulterebbero esser state dipinte, in alcune infatti sono state rinvenute tracce di colori; un arciere presenta il torso dipinto di rosso mentre un altro colore rintracciato nei frammenti è il nero.
È difficile trovare confronti in ambito mediterraneo per queste sculture:
- l'archeologo Carlo Tronchetti parla di committenze e di ideologie pienamente orientalizzanti[105] e in accordo con quest'ultimo altri studiosi – come Paolo Bernardini – individuano nelle sculture influenze orientali con richiami alle sculture etrusche arcaiche;[106]
- l'archeologa Brunilde Sismondo Ridgway trova confronti nella scultura picena, dauna, lunigiana dell'VIII–V secolo a.C., stavolta inserite nella corrente stilizzante italica ed egea naturalistica;[107]
- per Giovanni Lilliu le sculture appartengono allo stile artistico geometrico, riscontrabile nei segni ornamentali riprodotti con disegni incisi, nella diretta ispirazione nei bronzetti sardi di stile "Abini-Teti"; secondo l'illustre archeologo risulta quindi profondamente sbagliato assegnare tali statue al periodo orientalizzante, tranne forse per la struttura colossale del corpo;[103]
- per l'archeologo Marco Rendeli i tentativi di confronto tra le sculture del Sinis e quelle di area ellenica, italica, etrusca appena citati hanno tutti portato ad esiti deludenti. Il giusto approccio nell'inquadrarle consiste nell'intenderle come un unicum, prodotto dall'interazione tra artigiani levantini e committenza nuragica. Tale unicità del resto trova conferma anche nelle particolari tombe a pozzetto della necropoli, anche queste non sono paragonabili in alcun modo ad altri siti, sia del Mediterraneo occidentale che di quello orientale.[108]
- Per lo scultore e studioso Peter Rockwell le statue non sono paragonabili, per motivi sia stilistici ska strutturali, ad altri esempi scultorei del Mediterraneo. Quella di Mont'e Prama rappresenta forse l'apice di una lunga tradizione scultorea autonoma, capace di innovare sotto il profilo tecnologico, sperimentando soluzione ardite, come la coniugazione delle parti aggettanti con l'equilibrio della scultura senza l'ausilio di un terzo appoggio (come di consueto dalle statue antiche) ma solo sulle due gambe. In questo senso, le statue esprimono soluzioni "moderne" attraverso uno stile "primitivo".[109]

### Pugili
Pugile (o pugilatore) è il termine convenzionale per indicare una particolare figura di bronzetti nuragici dotati di un'arma paragonabile al caestus. Essa infatti avvolgeva l'intero avambraccio con una guaina rigida, probabilmente in metallo. La panoplia del guerriero o lottatore, a seconda delle interpretazioni, prevedeva inoltre uno scudo rettangolare semi-rigido e avvolgente. Si ipotizza che le figure dei pugili comparissero in particolari cerimonie come i giochi sacri (o funebri) in onore dei morti, usanza diffusa anche altrove nel Mediterraneo.
I pugilatori costituiscono il gruppo più numeroso delle statue del Sinis. In seguito alla campagna scavi del 2014 sono suddivisibili in due categorie. La prima presenta caratteristiche uniformi e costanti in tutti e sedici gli esemplari accertati, variando solo nelle dimensioni o in trascurabili particolari.

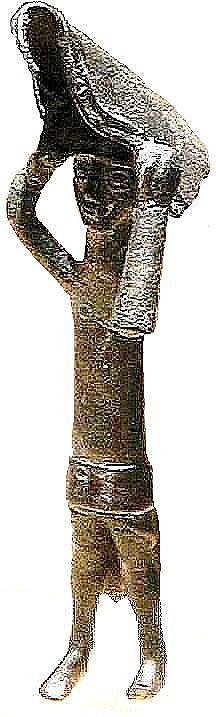
Pugile nuragico in bronzo, da Dorgali.

Il torso è rappresentato sempre nudo con incisi l'ombelico o i capezzoli; i fianchi del bacino sono cinti da un breve gonnellino svasato posteriormente a V, tipico nella bronzistica dei pugili, ma pure di guerrieri come l'arciere di Serri. La parte superiore dell'addome è protetto da un cinturone, dal quale si dipartono talora i lacci – raffigurati a bassorilievo – che tenevano legato il gonnellino. La testa delle figure è rivestita da una calotta liscia.
L'avambraccio destro – sin dal gomito – è rivestito dalla guaina protettiva verosimilmente di cuoio, terminante con una calotta sferica nella quale era inserita l'arma metallica o in altro materiale. Il braccio sinistro tiene lo scudo a coprire il capo. Lo scudo è di forma rettangolare ad angoli arrotondati. Molto probabilmente doveva essere fabbricato in cuoio, o in un altro materiale flessibile, perché arrotondato per la lunghezza. Presenta inoltre nella sua parte interna un'intelaiatura a stecche di legno, mentre la parte esterna si caratterizza per un bordo in rilievo lungo tutto il perimetro. Sempre dai particolari risultanti dalla parte interna, lo scudo appare fissato ad un bracciale decorato a chevron, indossato nel gomito del braccio sinistro.
Per tale primo tipo di pugili la corrispondenza maggiore con le statuine bronzee si ha nel cosiddetto pugile proveniente da Dorgali. La seconda categoria di pugile si compone di due soli esemplari, entrambi rinvenuti nella campagna scavi del 2014 e raffiguranti un personaggio che a suo tempo Lilliu ipotizzò essere una sorta di "sacerdote guerriero".
Le nuove sculture di pugili presentano anch'esse il gonnellino a "frac" e la stessa tipologia di arma offensiva con lo scudo. Tuttavia si discostano dai pugili finora noti per importanti dettagli stilistici e tecnici. Anzitutto per la foggia dell'abbigliamento, che per quanto simile risulta molto più ricca e dettagliata. Quindi per la presenza di un particolare copricapo conico - rinvenuto anch'esso negli scavi del 2014 - presente in vari altri bronzetti nuragici, per i quali, sempre Lilliu, ipotizzò il rango di "sacerdoti", essendo tale copricapo paragonato al pileus degli aruspici etruschi.  Altra peculiarità della nuova classe di pugili-sacerdoti è la postura dello scudo. Esso analogamente al bronzetto è raffigurato non più al di sopra del capo, ma di lato, lungo il fianco del corpo e avvolgente lo stesso.

### Arcieri
I frammenti di questa tipologia di guerriero hanno permesso fino ad oggi di restaurare cinque esemplari mentre di un sesto restano solo parti del torso e della spalla. Al contrario dei pugili gli arcieri presentano numerose varianti.
L'iconografia maggiormente attestata vede l'arciere indossare una corta tunica, su cui pende la placca pettorale quadrata a lati leggermente concavi. Talvolta la tunica giunge all'inguine, altre volte lascia scoperti i genitali. Oltre alla placca pettorale sono raffigurati anche altri elementi della panoplia, come goliere ed elmi.

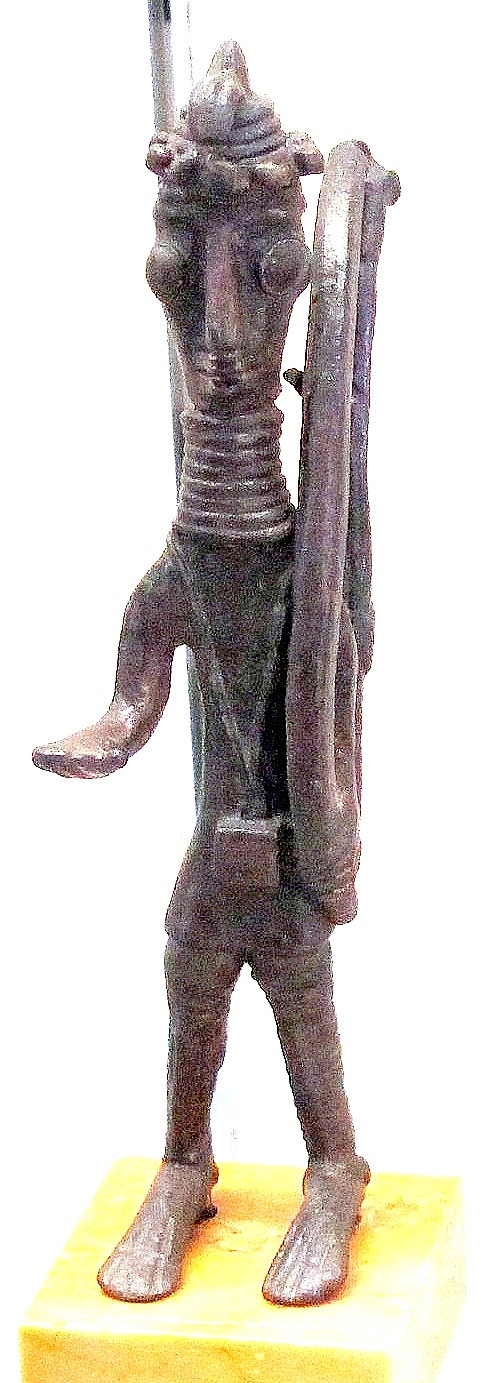
Arciere nuragico in bronzo

I diversi frammenti di arti superiori presentano spesso il braccio sinistro munito di brassard che tiene l'arco, mentre la mano destra è tesa con la palma rivolta in avanti come nel tipico segno di saluto visibile nei bronzetti.
Le gambe sono protette da singolari gambali dai bordi dentellati, appesi con dei laccetti sotto la tunica; in un polpaccio è ben visibile anche la lavorazione posteriore avente profilo a forma di 8, mentre nei piedi è talvolta raffigurato un sandalo. Il volto risulta simile a quello del pugile con la capigliatura raccolta in lunghe trecce, che scendono ai lati del volto. La testa è cinta fino alla nuca da un elmo a calotta crestato e cornuto che lascia libere le orecchie.
Vari frammenti documentano i corni leggermente ricurvi e rivolti in avanti, di difficile misurazione, terminanti a punta (a differenza dei guerrieri); c'è inoltre traccia di un rinforzo ricavato dalla stessa roccia che le univa a circa metà della lunghezza. Molto particolareggiata è la raffigurazione delle armi. In analogia ai bronzetti, nella schiena risulta scolpita in maniera molto raffinata la faretra.
Risulta evidente la presenza di due tipi di arco:
- uno più pesante avente sezione quadrangolare e costolato;
- uno di tipo più leggero a sezione cilindrica, forse appartenente a chi utilizzava un armamento misto.

Le milizie nuragiche risultavano infatti composte da arcieri, spadaccini e guerrieri con armamento misto in quanto muniti sia di arco come di spada; questi casi sono evidenti nell'ipotesi in cui arco e spada vengono sfoggiati contemporaneamente, come nei bronzetti stile "Uta" (da Uta, luogo del ritrovamento), o quando la spada rimane riposta nel fodero accanto alla faretra mentre l'arciere scocca la freccia.
L'insieme faretra-fodero di spada è visibile in almeno una scultura e trova riscontro tanto nei bronzetti di stile "Uta", quanto in quelli di stile "Abini" (dal Santuario nuragico di Abini, luogo del ritrovamento). L'archeologo Giovanni Lilliu mise inoltre particolare risalto nel confronto tra l'elsa lunata della statua di Mont'e Prama e l'elsa a mezzaluna dell'arciere di Santa Vittoria di Serri con il medesimo abito a coda di frac dei pugili di Mont'e Prama. Il bronzetto d'arciere più corrispondente a quello degli arcieri di Mont'e Prama dovrebbe essere l'arciere di Abini.

### Guerrieri
Di questa tipologia iconografica – molto rappresentata nella bronzistica;– sono stati finora individuati due esemplari, più un terzo incerto, dei quali solo uno in ottimo stato di conservazione. Tuttavia uno scudo ricomposto, non riconducibile ai 3 esemplari suddetti e i numerosi altri frammenti di scudo e (pare) di un torso fanno pensare che il numero di guerrieri fosse ancora più elevato.

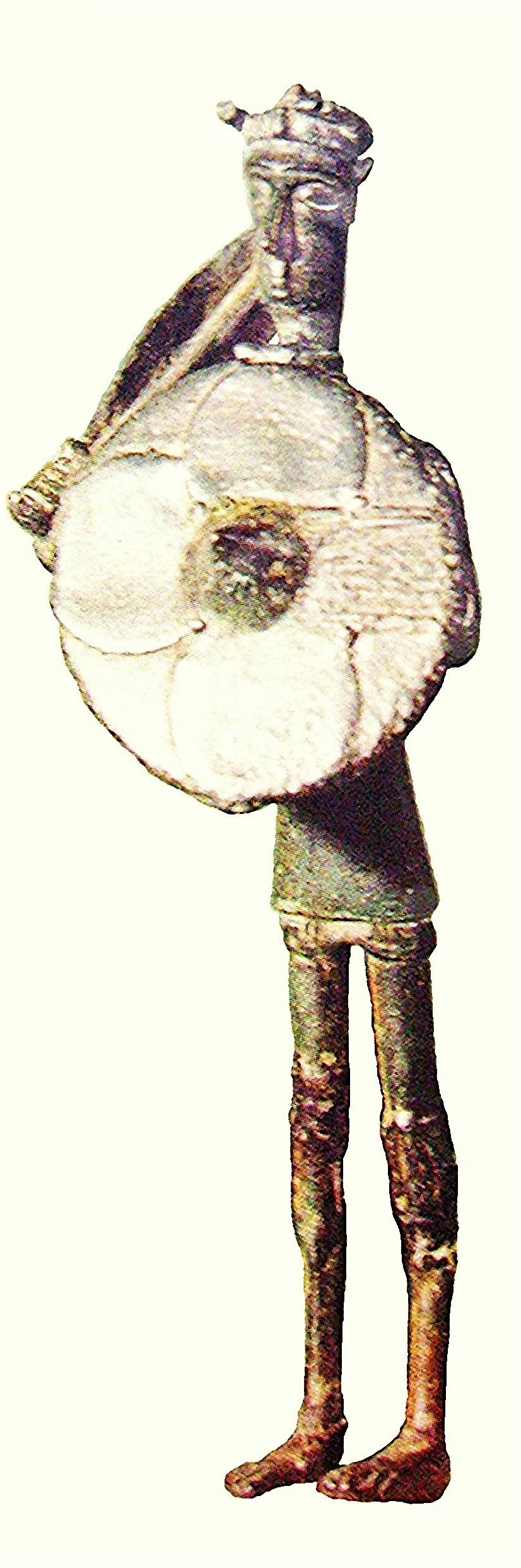
Bronzetto nuragico, guerriero con scudo e spada, Cagliari, Museo archeologico nazionale.

Inizialmente i vari frammenti di scudo rotondo furono attribuiti alle statue di arciere. Solo successivamente, l'impugnatura d'una spada e la somiglianza delle decorazioni geometriche dello scudo ad analoghi motivi ricorrenti nella bronzistica fecero pensare alla presenza di una o più statue di guerrieri. La scultura del guerriero si differenzia da quella dall'arciere fondamentalmente per l'abbigliamento.
La testa in miglior stato di conservazione mostra il tipico elmo cornuto "a bustina", il quale – come pure l'elmo di arciere – doveva senz'altro presentare i tipici corni raffigurati nella bronzistica. Diversi frammenti di piccoli elementi cilindrici sono infatti stati rinvenuti nel corso degli scavi. Alcuni di questi corni – una volta ricomposti – presentano delle piccole sfere nella parte terminale, come in certi bronzetti, sia antropomorfi (in questo caso solo guerrieri e mai arcieri) che zoomorfi.
La statua di guerriero meglio conservata è tra le più suggestive dell'intero complesso. Oltre all'elmo cornuto – i cui corni sono spezzati – si distingue per la presenza di una corazza a bande verticali, corta nella parte posteriore ma robusta sulle spalle e più sviluppata sul petto. In analogia con le corazze visibili nei vari bronzetti, si suppone che il corsetto fosse costituito da bande in metallo applicate al cuoio indurito. Dalla parte inferiore del corsetto fuoriesce un pannello decorato e frangiato.
Lo scudo è rappresentato in maniera molto accurata con disegno a chevron che ricorda i motivi geometrici delle pintadere, e con solcature disposte a raggiera convergenti verso l'umbone. Il bronzetto di guerriero più simile a quelli rinvenuti a Mont'e Prama è quello trovato a Senorbì.

### Modelli di nuraghe

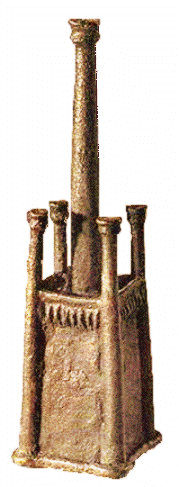
Modello in bronzo di nuraghe quadrilobato, da Olmedo, (Museo Sanna, Sassari).

Il sito di Mont'e Prama è quello nel quale è stato rinvenuto il maggior numero di modellini di nuraghe. Al centro di restauro di Li Punti è stato possibile ricostruire cinque modelli di nuraghi complessi e venti nuraghi semplici. Quelli rinvenuti a Mont'e Prama si caratterizzano per le loro notevoli dimensioni, sino a 1,40 m di altezza per i quadrilobati, e da 13 cm a 70 cm di diametro dei monotorre, oltre che per alcune soluzioni tecniche originali. Unici tra tutti i modelli di nuraghi rinvenuti in Sardegna, le grandi sculture sono modelli componibili nei quali il fusto del mastio è unito alla parte sommitale attraverso un'intercapedine in cui faceva da perno e da legante un'anima di piombo.
Il terrazzo dei nuraghi è stato rappresentato fedelmente e sulla sommità delle torri è stata scolpita una sorta di cupola conica indicante la copertura del vano scala di accesso al terrazzo stesso. I vari elementi architettonici delle reali strutture sono stati rappresentati con incisioni; il parapetto del terrazzo - ad esempio - è stato raffigurato tramite una fila singola o doppia di triangoli incisi, ovvero con tratti verticali in stretta analogia con nuraghi miniaturizzati, provenienti da altri siti sardi, come l'altorilievo dal nuraghe Cann'e Vadosu, o il modellino della sala delle riunioni di Su Nuraxi a Barumini.
Anche i grandi blocchi con la funzione di sostegno al terrazzo sono resi nei modelli tramite motivi decorativi. I mensoloni e la loro funzione sono indicati da incisioni o scanalature parallele e i blocchi – che nei siti archeologici si rinvengono copiosi in corrispondenza dei crolli delle parti sommitali – confermano la perfetta conformità dei modelli in questione con l'architettura nuragica dell'età del bronzo medio e recente.

### Betili oragiana
Il termine Betilo, dall'ebraico beth-el, ovvero "abitazione del dio", indica una pietra sacra di semplice forma geometrica, priva del tutto o quasi di raffigurazione. In Sardegna viene utilizzato sia in riferimento a manifestazioni delle culture pre-nuragiche, sia nuragiche e fenicie. In analogia al significato religioso rivestito in Oriente, si ritiene come anche per i Nuragici i betili potessero rappresentare o la casa del nume, o il dio stesso, in modo astratto e simbolico. Questo suggerisce la loro costante presenza in tutti i luoghi di culto della Civiltà nuragica, dai santuari come Su Romanzesu di Bitti alle tombe dei giganti.
Per tipologia sono suddivisibili in betili conici e betili troncoconici. La distinzione ha rilevanza cronologica essendo i betili troncoconici più recenti in quanto pertinenti alle tombe dei giganti in opera isodoma. Presso Mont'e Prama si rinvennero dei betili troncoconici con incavi di tipo "oraggiana" (o "oragiana").
Secondo l'archeologo Giovanni Lilliu tali incavi potrebbero simboleggiare gli occhi di una divinità che sorvegliava e proteggeva le tombe. I betili nuragici sono oggetti simbolici tipici del bronzo medio e del bronzo recente nuragico, venendo scolpiti a partire dal XIV secolo. La loro presenza nella necropoli di Mont'e Prama fu spiegata da Giovanni Lilliu tramite due soluzioni alternative: verosimilmente i betili provenivano da una precedente tomba dei giganti andata distrutta, oppure sono la copia di analoghi più antichi, nella volontà dei Nuragici di rimarcare la linea di continuità con la loro tradizione in una sorta di rievocazione nostalgica.
Attualmente la doppia fila di incavi notata in un betile di Mont'e Prama e non attestata in alcun altro esemplare in Sardegna, fa propendere per una loro produzione coeva alla necropoli, inducendo gli studiosi a ritenere che furono realizzati appositamente per il complesso di Mont'e Prama.

## Tecniche di lavorazione
Al momento esiste un solo studio sulle tecniche scultoree sviluppato dallo studioso e scultore Peter Rockwell in seguito alla conclusione del restauro. Tale analisi è limitata da due problemi di fondo: non esistono statue non finite che possano gettare luce sulle fasi intermedie dell'opera; non esistono statue più antiche di quelle finora scoperte, della cui esistenza è difficile dubitare - osserva Rockwell - in grado di spiegare l'evoluzione dello stile, la maturazione delle abilità artistiche e dunque, da ultimo, l'eccellente tecnica raggiunta. Le sculture, sebbene appaiano primitive nel disegno, sono scolpite con un'abilità propria dei secoli storici più avanzati; per questo motivo, l'esistenza di una statuaria più antica è un presupposto necessario all'esperienza artistica di Mont'e Prama. Data l'antichità delle sculture, tale maestria stupisce sotto almeno quattro aspetti:
- il primo aspetto inconsueto è l'assenza di appoggio e di sostegno. Le uniche altre figure scolpite prive di sostegno sono le statue arcaiche greche dei kouroi. A differenza di quelle nuragiche, però, le statue arcaiche greche venivano scolpite in posizione prona, con una piccola base da inserirsi successivamente all'interno di una base quadrata più grande. Quelle di Mont'e Prama, invece, sembrano esser state scolpite in posizione eretta. Osservando la grandezza delle basi quadrangolari, Rockwell desume che queste avrebbero reso difficoltoso la rotazione della scultura in posizione prona. Le statue nuragiche dunque si reggevano unicamente sulle loro caviglie, particolarità che da un lato pone il quesito (data la massa e il peso della parte superiore) se la statua potesse autosostenersi, ma dall'altro lato: «dimostra una sorprendente esperienza nell'applicazione delle tecniche scultoree», perché furono concepite per auto-reggersi ed esser viste da ogni lato;[135]
- la seconda particolarità dei Giganti, ossia le parti sporgenti lascia interdetti se pure, per la loro comprensione, ci si avvale ancora una volta del confronto con i kuroi. Nei Giganti - sia nei pugili sia negli arcieri - sono le parti aggettanti, "sospese", ad avere grande rilievo. Secondo Rockwell, per riuscire ad ottenerle si dovettero asportare grandi quantità di pietra, accettando e calcolando il rischio che la statua potesse spezzarsi. Gli scultori greci dei kuroi evitarono sistematicamente simili rischi, posizionando le braccia distese sui fianchi e le mani sulle gambe, eliminando qualsiasi arto od oggetto aggettante. Dal confronto Kouroi-Giganti si desumono, dunque, grandi differenze strutturali, differenze che sottolineano le abilità tecniche degli scultori di Mont'e Prama;[136]
- il terzo aspetto consiste nella precisione dedicata ai dettagli geometrici. Gli occhi sono resi con cerchi concentrici perfetti. Per essi si esclude attualmente l'impiego di un compasso. Pur essendo noto alle popolazioni nuragiche non vi è traccia della punta del compasso al centro dell'occhio. Altrettanta precisione, secondo gli studiosi, fu posta nella realizzazione delle linee parallele, un'operazione apparentemente banale ma la cui difficoltà di realizzazione è in realtà nota solo a chi ha dimestichezza con la scultura. Se ad esempio si osserva la precisa equidistanza tra le incisioni parallele dei guantoni degli arcieri, o delle fasce decorate a chevron, si potrebbe ipotizzare l'utilizzo di un regolo, in ogni caso, tali decorazioni non possono essere scolpite senza grande abilità ed esperienza[137];

- La precisione e l'abilità del decoro geometrico introducono il quarto aspetto: gli strumenti utilizzati per la creazione delle statue e le loro decorazioni. Le tracce lasciate nelle sculture indicano l'impiego di strumenti senza paragoni in culture coeve, comparabili solo all'armamentario degli scultori moderni.[138] Le tracce dimostrano l'impiego della gradina a sei denti. L'uso di tale strumento è visibile nel lato interno del braccio dell'arciere numero cinque; essa fu utilizzata per portare il lavoro quasi al livello finale in un numero indeterminabile di statue, giacché i segni della gradina sono eliminati dalle successive fasi di lavorazione. La gradina è normalmente usata dopo la subbia per definire la forma della statua. Dopo la gradina si suppone che gli scultori intervengano normalmente con lo scalpello, ma nel caso dei Giganti, anziché lo scalpello parrebbe essere stato usato un abrasivo per le rifiniture; lo scalpello fu comunque ampiamente utilizzato per rifinire vari dettagli.[136] Nel frammento di braccio numero 1.809 si presentano dei fori che possono essere stati creati grazie ad un trapano o ad uno strumento denominato "ferro tondo". In epoca greca arcaica non è noto l'utilizzo del trapano, impiegato invece dagli Egizi. Altri frammenti, ma stavolta di modelli di nuraghe, presentano dei fori molto più profondi, la loro realizzazione è ritenuta ardua senza l'impiego di un trapano. Se così fosse è possibile ipotizzare l'utilizzo del trapano ad archetto[139].Sempre dal frammento di una mano di arciere, si deduce l'uso di un raschietto, da non confondersi con la gradina. La differenza tra i due strumenti si evince dalla lunghezza delle linee incise, dalla mancanza di qualsiasi segno di percussione propri della gradina e dal fatto che lo strumento venne utilizzato "avanti e indietro" sulle superfici. Secondo gli studiosi occorre tuttavia essere cauti nell'attribuire l'uso del raschietto ai Nuragici poiché in altre aree non è conosciuto prima del II secolo a.C.. Anche in questo caso è difficile ipotizzare quale altro strumento possa aver lasciato simili tracce. Malgrado la mancanza di evidenze sull'impiego di raschietto e gradina in culture coeve, poiché: «non è possibile immaginare un altro strumento che abbia prodotto segni simili ( [...] ) si può pertanto prendere in considerazione la possibilità che gli strumenti dentati, quali il raschietto e la gradina, furono di fatto inventati dagli scultori di Mont'e Prama».[140] L'uso di un abrasivo è invece segnalato nella testa del pugilatore numero quindici e dell'arciere numero cinque. Forse la pomice, presente in Sardegna, di un abrasivo si dovette naturalmente fare un impiego esteso su tutte le statue.

In sintesi, le tecniche di lavorazione impiegate sui Giganti prevedevano probabilmente che la pietra utilizzata per le sculture fosse un bio calcare tenero di cui non è possibile ancora conoscere il grado di durezza della pietra, a meno di non provare a scolpirle. Su di esso si agiva in almeno quattro distinte fasi di lavorazione:
- una fase di sbozzatura tramite la subbia con il blocco già in posizione verticale. Tramite la subbia si rimuoveva la pietra per far emergere la scultura. L'impiego di tale strumento è provato nella base del modello di nuraghe numero undici;
- una fase di lavorazione attraverso uno strumento simile alla gradina, sin quasi al livello finale dell'opera, come ad esempio nel braccio di arciere numero cinque;
- in una fase successiva doveva essere impiegato un abrasivo, oppure un raschietto, come ad esempio nella mano di arciere nel frammento numero 1.678;
- per ultimo si interveniva con scalpelli ad angoli vivi e delle più svariate dimensioni per la rifinitura oppure con una punta secca, per i dettagli più delicati.

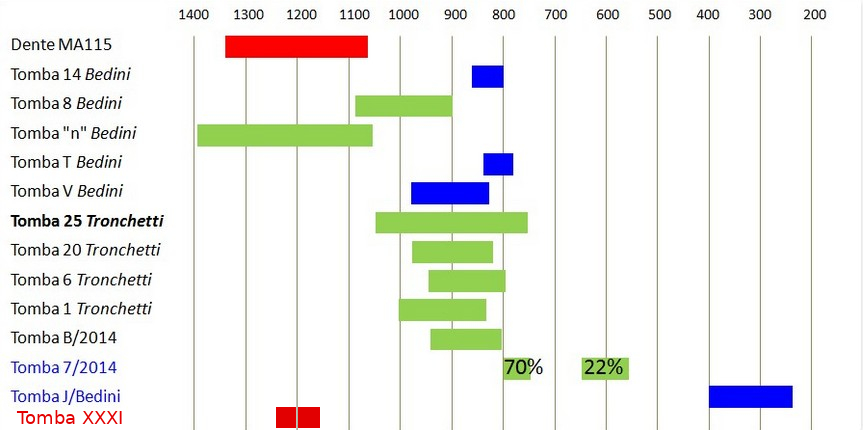
Grafico datazioni c14 Mont'e Prama. Tomba XXXI

## Problema della datazione
La data di realizzazione delle statue è il principale problema concernente il sito di Mont'e Prama, ma non meno importanti sono le implicazioni storiche che possono derivare dall'accertamento sicuro della data di distruzione e abbandono.
Le indagini scientifiche risalenti al lontano 1979 non hanno risolto tali problemi e ancora dubbi vengono sollevati nonostante le ultime (2015) datazioni al radiocarbonio.

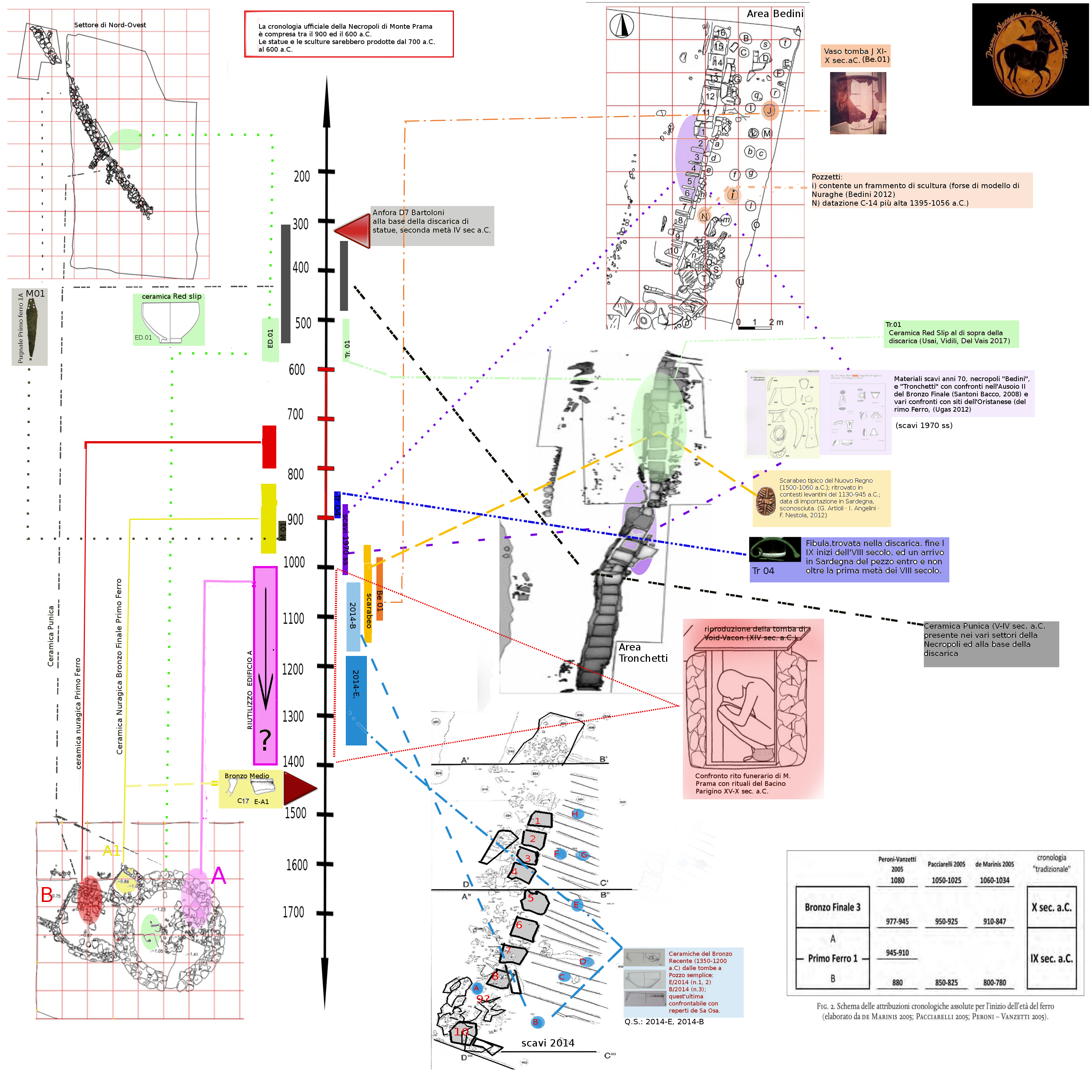
Grafico cronologia di Mont'e Prama

### Datazione assoluta degli inumati

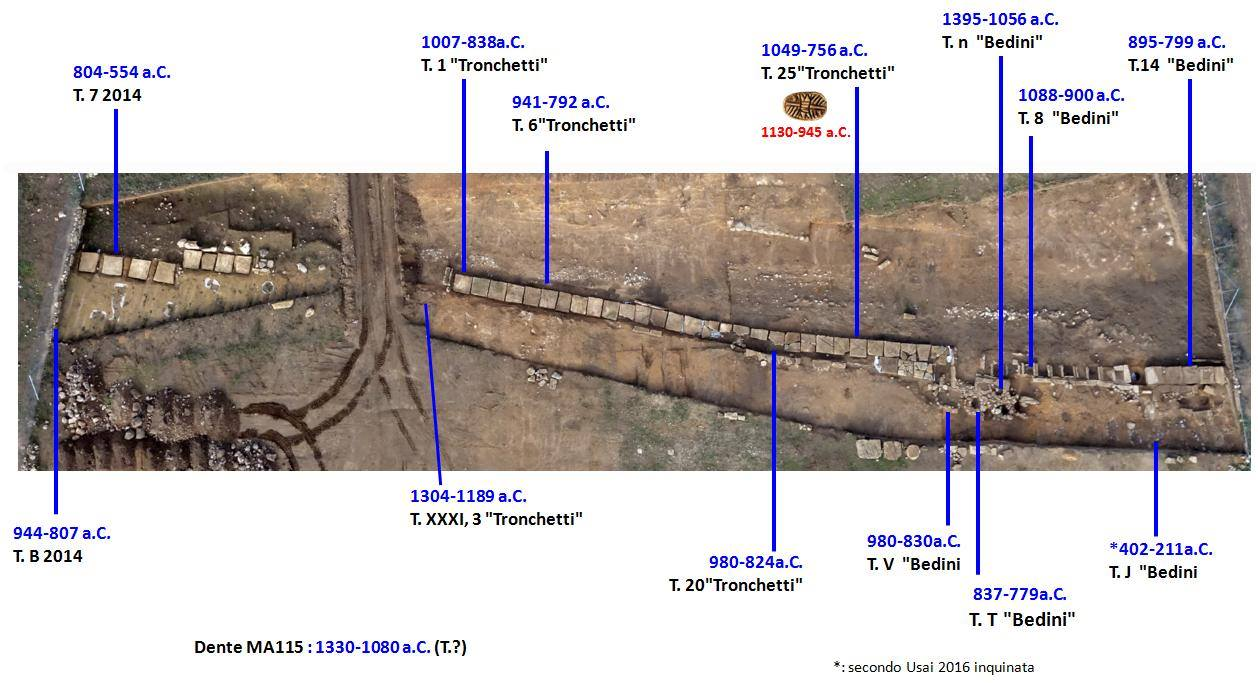
Tombe datate col metodo del carbonio 14 presso la necropoli di Mont'e Prama

Delle oltre 150 tombe sono tredici quelle i cui resti osteologici sono stati datati sino ad oggi (2021) col metodo del carbonio-14. In precedenza i dati cronologici sono stati forniti dallo scavo stratigrafico (in alcune aree limitate), dal confronto stilistico con i bronzetti, oltre che dalle indicazioni di diversi reperti (ceramiche, scarabeo e fibula). Tuttavia secondo lo studioso Marco Lazzati «la stratigrafia archeologica fornisce in ogni caso solamente datazioni relative, indicando in quale ordine si sono verificati gli eventi, senza dirci tuttavia "quando" questi hanno avuto luogo».
"Se si desidera ottenere una risposta alla domanda «Quando?» in campo archeologico, il radiocarbonio indubbiamente offre la via più praticabile per raggiungere questo scopo. Il vantaggio più grande è costituito dal fatto che il metodo può essere im piegato ovunque, qualunque sia il clima, purché sia disponibile materiale di origine organica (cioè resti di organismi viventi)."
Le datazioni radiometriche pertanto sono essenziali indicare con la massima precisione possibile gli eventi che interessarono l'inizio, lo sviluppo e la fine della necropoli e quindi delle statue. Secondo l'archeologo Mauro Perra: «In primo luogo le datazioni al C14 hanno dato ragione a quanti sostenevano che la cronologia della necropoli non potesse essere riportata esclusivamente all’VIII-VII secolo a.C. ma che essa fosse riferibile ad orizzonti cronologici piuttosto ampi compresi fra il bronzo recente e il primo ferro».
Il metodo del C.14 è stato applicato a campioni di collagene scarso dal punto di vista quantitativo, ma ottimo dal punto di vista qualitativo. I campioni presentano un rapporto carbonio - azoto (C/N) ottimale di 3,2 o 3,3 che essendo all'interno della forbice 2,9 - 3,6 indica collagene "non degradato ne contaminato".
A conferma dell'estrema affidabilità del materiale si sottolinea che il δ13C misurato presso l'Università di Groninga è risultato in due casi identico a quello misurato dall'Università di Cambridge. In un caso, quello della tomba venti "settore Tronchetti", la discrepanza è risultata appena dello 0,2%. Anche i valori dei sub-campioni prelevati non mostrano discrepanze tali da mettere in evidenza dei problemi.
La datazione delle statue tramite i resti ossei è consentita dalla presenza di numerosi frammenti scultorei nelle tombe della fase più recente. Al di sopra della lastrina che sigillava le ossa, sono stati individuati un frammento di scudo di guerriero (tomba numero sei) e un dito di statua (tomba numero ventotto); altri frammenti di biocalcare pertinenti a statue o modelli di nuraghe) sono stati rinvenuti nelle tombe numero quattro, sei, ventiquattro, venticinque, ventisei, ventotto, ventinove, trenta, I-bis, due-bis del "settore Tronchetti".
Nel "settore Bedini" si recuperarono frammenti scultorei al di sopra delle tombe della fase più recente, ma non al loro interno, a causa, probabilmente, degli sconvolgimenti effettuati nottetempo da scavi clandestini mentre gli stessi scavi ufficiali erano in corso. Tuttavia nello stesso settore fu rinvenuto un frammento scultoreo, probabilmente di un modello di nuraghe, inserito entro la tomba a pozzetto i della fase più antica della necropoli. Avendo ritrovato in tombe sigillate la presenza di scarti di lavorazione delle statue, indica - secondo gli studiosi - una maggiore antichità delle statue stesse rispetto alle sepolture.
- Le prime analisi sono state effettuate sui resti ossei di tre individui, le cui tombe (la numero otto del "settore Bedini" e le tombe numero uno e venti del "settore Tronchetti") appartengono, tutte, alla fase intermedia della necropoli, fase nella quale - secondo gli stessi scavatori del sito - Mont'e Prama venne monumentalizzato con l'apposizione delle statue.[148]
- Tra le datazioni più antiche vi è la tomba N. XXXI, in questo caso il defunto risale al 1246 a.C. +/- 57 anni.[149] Il dente MA115, di cui non viene data la tomba di provenienza, e la tomba n del settore hanno un range tra il 1230-1239 a.C.[150]
- Oltre alle già menzionate tombe del periodo intermedio vi è da segnalare l'ultima inumazione nuragica occorsa presso Mont'e Prama avvenuta entro la tomba J. Essa è stata oggetto di due differenti esami radiometrici ma con esito identico collocando l'ultima sepoltura nuragica agli esordi della conquista punica dell'Isola.[149]

Nonostante l'affidabilità del collagene utilizzato e la severità delle procedure utilizzate sono sorte delle controversie anche in merito a tali dati:
- secondo lo studioso Luca Lai, le recenti datazioni al C.14 imporrebbero una: «modifica dei presupposti delle interpretazioni correnti del sito»[151];
- per gli archeologi Marco Minoja e Carlo Tronchetti, il metodo del C.14 da solo non è sufficiente: «per modificare un sistema funzionante e collaudato, basandosi solo su dati parziari che non portano a costruire un sistema alternativo coerente»[152];
- per l'archeologa Luisanna Usai: «se si dovesse accettare la stretta connessione statue-sepolture e in particolare quelle della necropoli Tronchetti, stando alle datazioni radiometriche calibrate, le sculture si dovrebbero datare al XI-X secolo a.C.».[153]

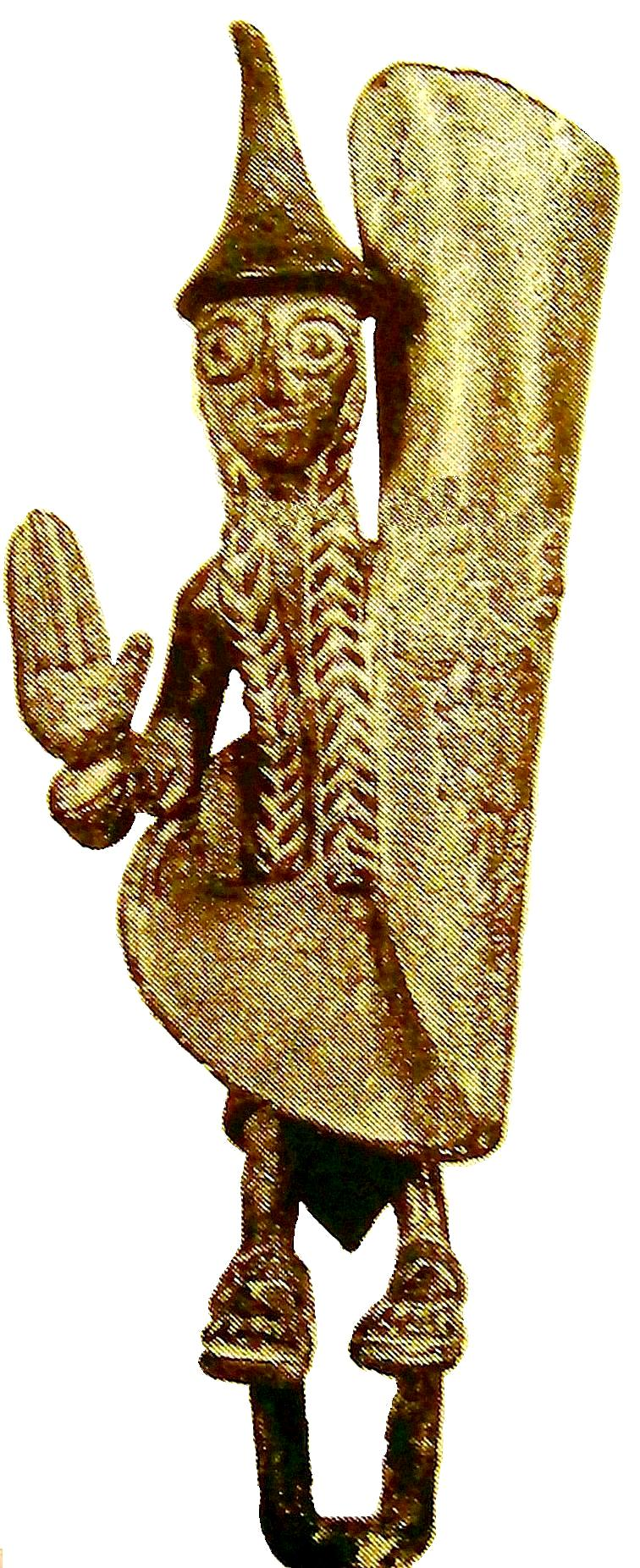
Museo nazionale etrusco di Villa Giulia: Il Bronzetto raffigurante il "Sacerdote-Guerriero", ritrovato presso la tomba dei bronzetti sardi di Vulci.

### Rapporto cronologico e stilistico tra le statue e i bronzetti
(Giovanni Lilliu, Dal betilo aniconico alla statuaria nuragica, p. 1764.)
A partire dalle considerazioni dell'archeologo Giovanni Lilliu sul rapporto tra statue e sui bronzetti, in campo archeologico è molto acceso il dibattito tra coloro che attestano l'inizio della produzione bronzistica a partire dall'età del ferro, e in particolare dal IX secolo a.C., e i sostenitori della produzione dei bronzetti a partire dal 1100 a.C. al 1000 a.C. come dimostra la stratigrafia del Pozzo sacro di Funtana Coberta a Ballao (CA). Quest'ultima datazione è corroborata anche dai rinvenimenti effettuati durante la campagna di scavi riguardante la tomba dei giganti di Orroli, non molto distante dal nuraghe complesso di Arrubiu, dove in un contesto archeologico integro sono stati rinvenuti bronzetti datati tra il XIII secolo a.C. e il XII secolo a.C.
Data la strettissima somiglianza tra bronzetti e statue sorge il dilemma se le statue furono d'ispirazione ai bronzetti – risultando in tal caso più antiche – oppure se i bronzetti siano – nella loro maggiore antichità – il modello che l'aristocrazia nuragica impose agli artigiani: in tal caso le statue sarebbero molto meno antiche dei bronzetti.
Tali divergenze tra studiosi non sono risolte dal rinvenimento delle nuove statue di pugili paragonabili al "sacerdote-guerriero"  di Cavalupo di Vulci. Al riguardo si possono distinguere due opposte tendenze di pensiero:
- Per una parte degli studiosi il bronzetto di Cavalupo di Vulci è la pietra angolare a cui ancorare la datazione dell'intera produzione nuragica. Esso infatti fu rinvenuto in un contesto chiuso datato tra il IX e lo VIII secolo a.C e poiché, finora, in Sardegna non sono state effettuate altre datazioni assolute in contesti chiusi, la piccola statua di Cavalupo è riferimento cronologico principale per tutte le statue bronzee rinvenute nei contesti dell'Isola.[158][159]
- Un'altra parte degli studiosi ritiene che il bronzetto di Cavalupo di Vulci «rappresenti solo un generico terminus ante quem per la cronologia del bronzetto»;[160] esso costituisce sì un contesto chiuso ma anche un falso contesto - nel senso di falsificare la datazione di tutti gli altri bronzetti - poiché, la produzione e l'esportazione dalla Sardegna all'Etruria avvennero in tempi ben più antichi rispetto alla sua deposizione nella tomba di Vulci.[161]

In ogni caso - secondo l'archeologo Marco Rendeli - la stretta relazione stilistica tra bronzetti e statue di Mont'e Prama depone per il fatto che le due forme d'arte debbano essere, almeno parzialmente, contemporanee.

### Lo scarabeo egizio della tomba numero venticinque
Di un primo tentativo di datazione dello scarabeo rinvenuto a Mont'e Prama è autore l'archeologo Carlo Tronchetti. Le errate supposizioni sul materiale, ritenuto essere di osso o avorio, l'attribuzione alla categoria degli scaraboidi pseudo Hyksos, indussero lo studioso a datare erroneamente il manufatto al VII secolo a.C. Recenti analisi hanno dimostrato infatti come il manufatto sia fatto di pietra talcosa cotta e invetriata, ascrivendolo alla produzione tipica del Nuovo Regno.
È dibattuta l'interpretazione del motivo iconografico posto alla base del manufatto. Per alcuni studiosi si tratterebbe della stilizzazione di un fiore di loto; per altri le incisioni rientrano nella decorazione ad "encompassed central x cross". In ogni caso, anche la decorazione, non è raffrontabile con quella degli scarabei fenici o egiziani ed egittizzanti dell'VII - VI secolo a.C. mentre trova i più stringenti confronti con altri due esemplari provenienti dalle località palestinesi di Tall al-Ajjul e di Tell el Far'ah (S),, località ritenute interessate in vari periodi sia dalla presenza egizia che dalla frequentazione di mercenari micenei e shardana.
Quello di Mont'e Prama non è l'unico scarabeo egizio rinvenuto in un contesto nuragico: ne sono stati rinvenuti infatti anche presso il nuraghe Nurdole ad Orani, nell'abitato di Sant'Imbenia ad Alghero e presso il complesso nuragico di S'Arcu 'e Is Forros a Villagrande Strisaili.
Secondo gli studiosi occorre sottolineare la generale inaffidabilità degli scarabei ai fini della cronologia dei siti e dei monumenti in cui furono deposti. Sono numerosi i casi documentati di scarabei rimasti in circolazione anche per quasi un millennio dalla data di produzione, come ad esempio gli scarabei del Nuovo Regno rinvenuti a Cartagine.

### Le ceramiche di Mont'e Prama
La datazione dei frammenti ceramici rinvenuti nella necropoli di Mont'e Prama è controversa a causa della generale difficoltà nel distinguere il vasellame appartenente all'età del bronzo finale da quello dell'età del ferro nuragica. Infatti nei pozzi sacri, megara, santuari e grotte sacre, sono compresenti tanto i reperti del periodo della fondazione (1350 - 1200 a.C.), quanto quelli del bronzo finale (1200 - 950 a.C.) che inquinano gli strati dell'età del ferro.
Tuttavia nei recenti scavi effettuati nel 2014 e nel 2015 è stata confermata la tendenza al rialzo della necropoli ad almeno il 1250 a.C. circa per via del sempre più cospicuo rinvenimento di tazze appartenenti alla produzione caratteristica del bronzo recente nuragico inserite nei pozzetti funerari più semplici e appartenenti al rituale funerario più antico.
Secondo l'archeologo Giovanni Ugas, un vaso miniaturistico rinvenuto presso una delle tombe più antiche del settore scavato dall'archeologo Alessandro Bedini e a sua volta costituente la parte più antica della necropoli, è raffrontabile con un'altra miniatura proveniente dal santuario di Santa Vittoria di Serri e datato all'VIII secolo a.C.
Tale raffronto è stato criticato da altri studiosi in quanto il vasetto di Santa Vittoria presenta anse ad X, mentre la miniatura di Mont'e Prama presenta anse a bastoncello trovando migliori confronti con numerosi altri esemplari del Sinis e di Cabras, sia da località sconosciuta, sia da contesti scientificamente indagati come la grotta santuario Su Pirosu Benatzu a Santadi, del nuraghe Sianeddu  nel Sinis di Cabras, il pozzo sacro di Cuccuru S'Arriu (Prima Fase) a Cabras e della tomba dei giganti di Sa Gora'e sa Scafa a Cabras. Tali contesti, e i loro vasi miniaturistici sono databili al bronzo recente.
Sia gli scodelloni carenati che gli scodelloni a labbro convesso rinvenuti nella parte di necropoli scavata dall'archeologo Carlo Tronchetti, ritenuta meno antica della porzione scavata da Alessandro Bedini, possono appartenere tanto al bronzo finale che alla prima età del ferro. L'archeologo Giovanni Ugas pur riconoscendo al bronzo finale l'inizio di tale produzione vascolare, ritiene preferibile datare i manufatti di Mont'e Prama all'età del ferro.
Di opposto avviso è l'archeologo Vincenzo Santoni per il quale l'insieme delle ceramiche ritrovate a Mont'e Prama trova sicuri riscontri in numerosi altri abitati nuragici del Sinis e di Cabras (Nieddu, Crichidoris, Muras, Riu Urchi), presso depositi votivi (di Corrighias e di Sianeddu), in recenti rinvenimenti presso Tharros ad opera dell'archeologo Enrico Acquaro, presso il nuraghe Cobulas di Milis, tutti databili al bronzo finale. Sia per l'archeologo Giovanni Ugas che per l'archeologo Vincenzo Santoni le ceramiche di Mont'e Prama trovano preciso confronto nei reperti fittili nuragici rinvenuti presso il castello di Lipari, un sito già frequentato dai Nuragici durante il cosiddetto Ausonio I nel bronzo recente ma che, per quanto riguarda le forme vascolari, presenta più puntuali paragoni col sito di Mont'e Prama nella fase del cosiddetto Ausonio II del bronzo finale.
Nei recenti scavi effettuati nel 2014-2015, è confermata la tendenza al rialzo delle datazioni delle tombe a pozzo semplice ad almeno la fine del bronzo recente (1250 a.C. circa):
- Ceramica tipica di tale periodo è stata rinvenuta nel pozzetto B/2014 con stringenti confronti nell'insediamento di Brancu Maduli a Gesturi e soprattutto nei silos de Sa Osa (Cabras); una tazza troncoconica del pieno bronzo recente (1300 a.C. circa), con paragoni nel Nuraghe Nolza a Meana Sardo e in quello di Nuracraba o del Rimedio –Oristano.[180]
- La tazza monoansata della tomba T del settore "Bedini" trova raffronti stringenti con materiali rinvenuti nei contesti del bronzo recente dell'areale oristanese, come il nuraghe Nuracraba, lo strato inferiore del pozzo di Cuccuru ‘e is Arrius, il pozzo N di Sa Osa e la fonte Mitza Pidighi a Solarussa.
- Identici paragoni sono proposti per una tazza simile ritrovata nella tomba E/2014 di Mont'e Prama, con orlo verticale rettilineo, carena arrotondata, vasca leggermente convessa e presa a linguetta bilobata.[172]
- Un altro esemplare di ceramica nuragica del bronzo recente fu rinvenuta nel pozzetto W/2018, individuato nel terreno a nord della Confraternita del Rosario a circa sei metri dalla recinzione 58. Esattamente come nelle tombe J e T, il vaso è stato rinvenuto sotto i resti scheletrici, schiacciato sul fondo del pozzetto ma quasi perfettamente ricomponibile, con l'orlo verso l'alto. Il recipiente presenta forma, trattamento delle superfici e colore tipici dell'età del bronzo recente: i raffronti più prossimi si trovano nel pozzo N di Sa Osa 62, nel nuraghe Nuracraba e nella fonte Mitza Pidighi.[172]

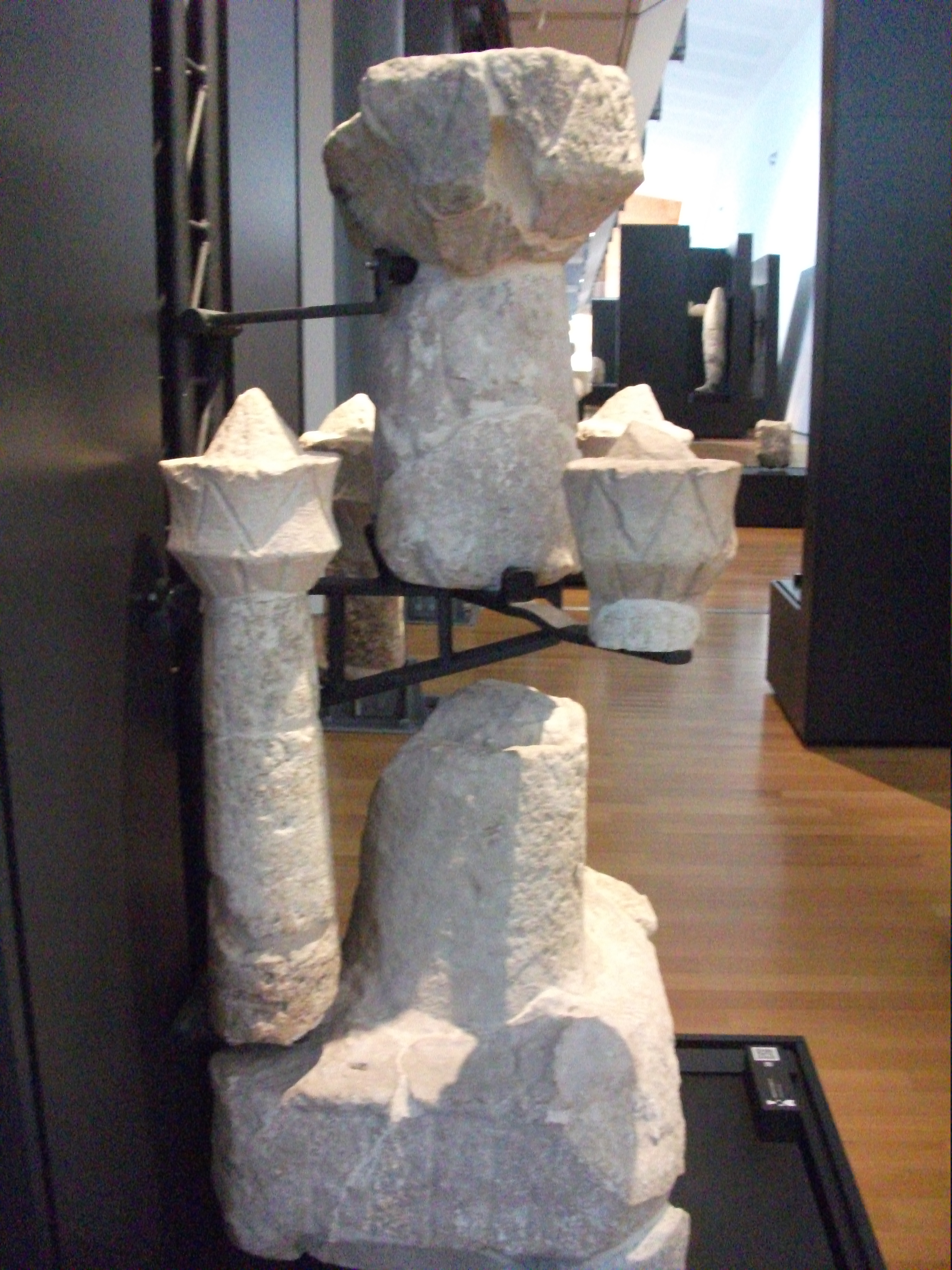
Modello in arenaria di nuraghe quadrilobato, da Mont'e Prama.

### Datazione degli edifici A, A1, B
Secondo gli archeologi Alessandro Usai e Silvia Vidili, negli edifici indagati nel 2015 e 2016, le strutture A, A1, B, costituiscono una sequenza cronologica progressiva confermante il rialzo della datazione di Mont'e Prama. L'edificio B (ceramica del primo ferro (850 -900 a.C.) è appoggiato all'andito A1 (ceramiche nuragiche del Primo ferro/bronzo finale 830 a.C. 950 a.C.) e all'edificio circolare A; B è dunque più recente sia rispetto ad A1 che ad A; pertanto l'edificio B è posteriore non solo all'edificio A ma anche alla costruzione dell'atrio A1. I materiali dell'edificio A1 essendo attribuiti al primo ferro-bronzo finale, presentano una sensibile incertezza nella datazione collocata tra lo 830 a.C., e il 950 a.C., non si può essere più precisi.
La data esatta della costruzione dell'edificio A è sconosciuta, tuttavia è certa la sua maggiore antichità rispetto all'andito A1, giacché la muratura di A1 è appoggiata al muro di A. Essendo tale edificio più antico di A1 e B, è possibile che A fosse già edificato agli inizi del bronzo finale se non prima; tale incertezza è causata dal riutilizzo in età nuragica ma soprattutto in età punica; durante tali periodi il riutilizzo (soprattutto punico) determinò l'asportazione di tutti i materiali nuragici rendendo impossibile una datazione tramite il contesto; il riutilizzo può cancellare le fasi più antiche col sovrapporsi di materiali più recenti, dando l'impressione che l'edificio sia molto meno antico rispetto alla sua reale datazione; i casi di riutilizzo e ristrutturazione determinano il rischio di una cronologia falsata.

### Datazione relativa e assoluta dei modelli di nuraghe
Per i modelli di nuraghe le difficoltà di datazione - e le conseguenti controversie tra studiosi - sono analoghe a quelle per bronzetti e ceramiche.
I modelli di Mont'e Prama - secondo l'archeologo Alessandro Bedini - sarebbero stati scolpiti in un periodo precedente quello delle grandi statue, ma comunque non prima del IX secolo a.C.
Altri studiosi - ritenendo equivoca tale proposta - assegnano i modelli di Mont'e Prama al X secolo a.C., durante la fase terminale dell'età del bronzo. Quest'ultima ipotesi ha recentemente ricevuto sostegno nell'unica datazione al C14 disponibile per tali oggetti.
Durante gli scavi entro la torre D del nuraghe Arrubiu di Orroli, furono trovate delle ghiande nella medesima stratigrafia in cui fu rinvenuto un modello di nuraghe in basalto. Gli esami al C.14 eseguiti presso l'università di Madrid datano tale livello di frequentazione tra il 1132 a.C. e il 1000 a.C. Tale datazione assoluta parrebbe confermata dagli scavi effettuati nel complesso cultuale di Matzanni presso Vallermosa (Cagliari). In questo sito il pozzo sacro A racchiudeva un modello di nuraghe, un ariete e dei piedi umani di un bronzetto, in un contesto del pieno bronzo finale.

### Data della distruzione
La data della distruzione (o la data di formazione della discarica) è determinata dalla presenza di vari frammenti di anfora punica al di sotto di un busto di arciere, e di altri frammenti di statue nelle parti più profonde della discarica e pertanto più antiche, fatto che esclude una loro infiltrazione in periodi successivi.
I frammenti punici sono databili con certezza alla fine del IV secolo a.C. o inizi del III secolo a.C.; il frammento ceramico punico costituisce il limite cronologico ante quem non. Nei pressi del nuraghe s'Uraki, nel pozzo sacro di Banatou a Narbolia, fu rinvenuto un frammento di statua insieme a statue votive puniche e ceramiche miste puniche e nuragiche, ma purtroppo le difficoltà nelle quali lo scavo si svolse non consentono una datazione affidabile del reperto.
L'ultima inumazione avvenuta nella necropoli di Mont'e Prama, parrebbe essere quella della tomba J. Benché essa contenga della ceramica datata al X-XI sec. a.C. l'inumato è stato datato col metodo del carbonio C-14 in due diversi esami, entrambi collocano nel V sec. a.C. o nel IV sec. a.C. l'ultima sepoltura nuragica, dunque in piena età punica; la differenza tra la data della ceramica e dell'inumato, potrebbe spiegarsi con un riutilizzo della tomba in età punica.
La data del IV sec. a.C. ricorre anche per quanto riguarda l'intervento punico nell'edificio A; tale ambiente fu infatti svuotato dei materiali nuragici fino alla quota di fondazione della struttura e perfino più in basso. Paradossalmente pur essendo più antico dei vani A1 e B, l'edificio A, contiene solo materiale punico del IV sec. a. C, quando fu adibito dai Punici, forse, a cucina e abitazione.
Presso Mont'e Prama infine sono state trovate tombe e un frammento di stele di Tanit, assimilabile a quelli rinvenuti presso la necropoli punica di Tharros e presso il pozzo sacro di Cuccuru is Arrius anch'essi di età punica. Coevo all'intervento distruttivo dei Punici, presso Mont'e Prama sono le distruzioni della necropoli e santuario nuragico presso Antas (sostituito da un tempio al dio punico Sid Addir) e presso Tharros. Tali tre interventi sono da leggersi come una strategia di conquista di Cartagine. Un'altra ipotesi scinde il momento della formazione della discarica (IV sec a.C.) da quello della distruzione che sarebbe avvenuta piuttosto nel VII sec. a.C., per mano dei Fenici risiedenti a Tharros; tale tesi non gode di grande consenso giacché si ritiene che in età fenicia, in un periodo tra il V in e il VII secolo a.C., gli insediamenti levantini nell’area del golfo, da Tharros a Othoca a Neapolis, avessero sviluppato una dinamica interna, un’organizzazione e una capacità propulsiva tali da rovesciare i rapporti di forza a sfavore dell'elemento indigeno è molto dubbio

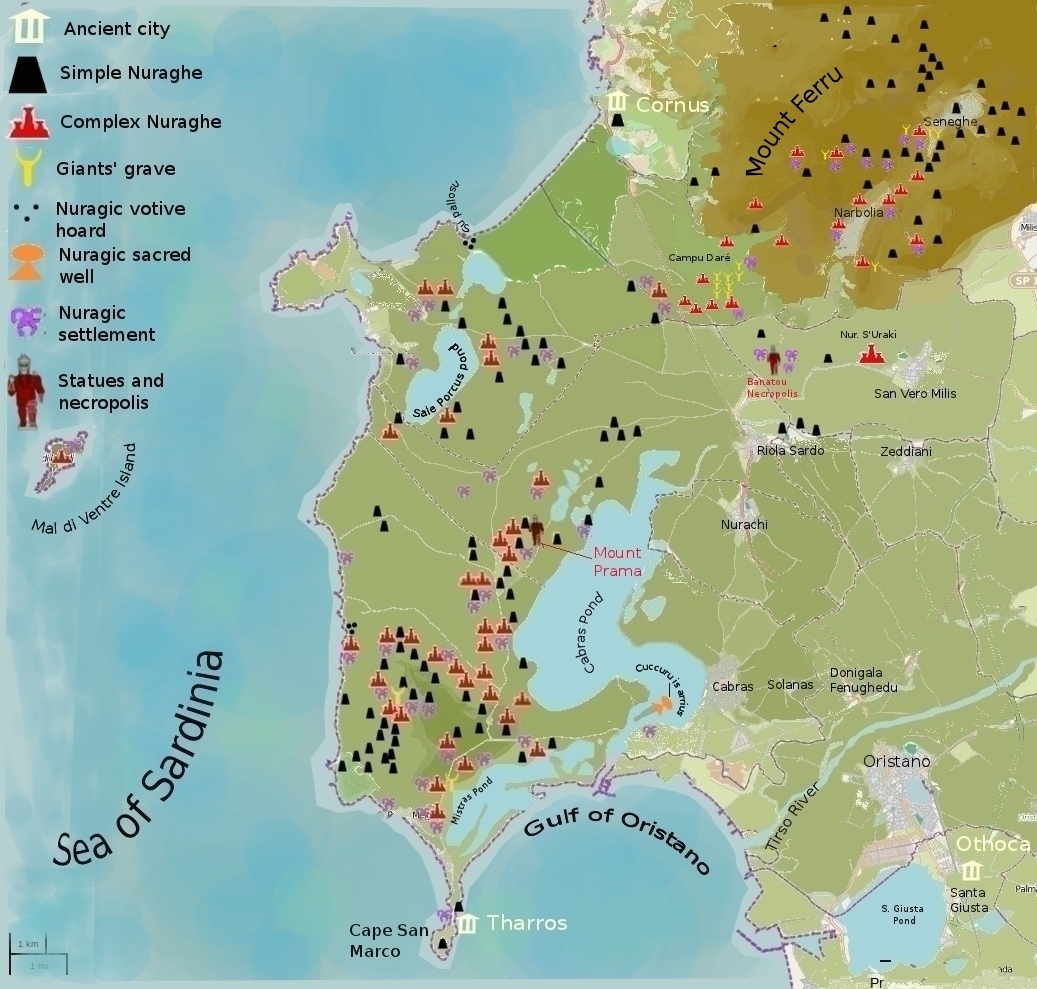
Insediamenti nuragici nella penisola del Sinis e nel Montiferru

## Contesto archeologico e problematiche storiche
Secondo l'archeologo Marco Rendeli, essendo imprecisato l'esatto periodo nel quale le sculture vennero create, i fermenti culturali che portarono all'ideazione delle statue sono inquadrati in un ampio lasso di tempo compreso tra il XI secolo a.C. e l'IX secolo a.C., ovvero durante il periodo tra il bronzo finale e l'età del ferro. In ogni caso tali sculture sono ritenute figlie di un'età della trasformazione della civiltà nuragica con salde radici nell'età del tardo bronzo o bronzo finale.
In questo periodo la penisola del Sinis – come l'intero golfo di Oristano – fu un'importante area economica e commerciale, come attesta l'alta densità di monumenti nuragici esistenti: sono almeno 106 quelli censiti nella zona e appartenenti a tutte le tipologie conosciute, dalle tombe dei giganti ai pozzi sacri, ai nuraghi. In piena età nuragica tale numero dovette essere molto più elevato, visti gli intensivi lavori agricoli che lungo i secoli portarono alla distruzione di numerosi monumenti. Per comprendere meglio l'importanza del Sinis occorre inoltre far presenti i suoi stretti collegamenti al Montiferru e alle sue risorse minerarie che fecero dello stesso Sinis un importante centro dedito alla produzione metallurgica.

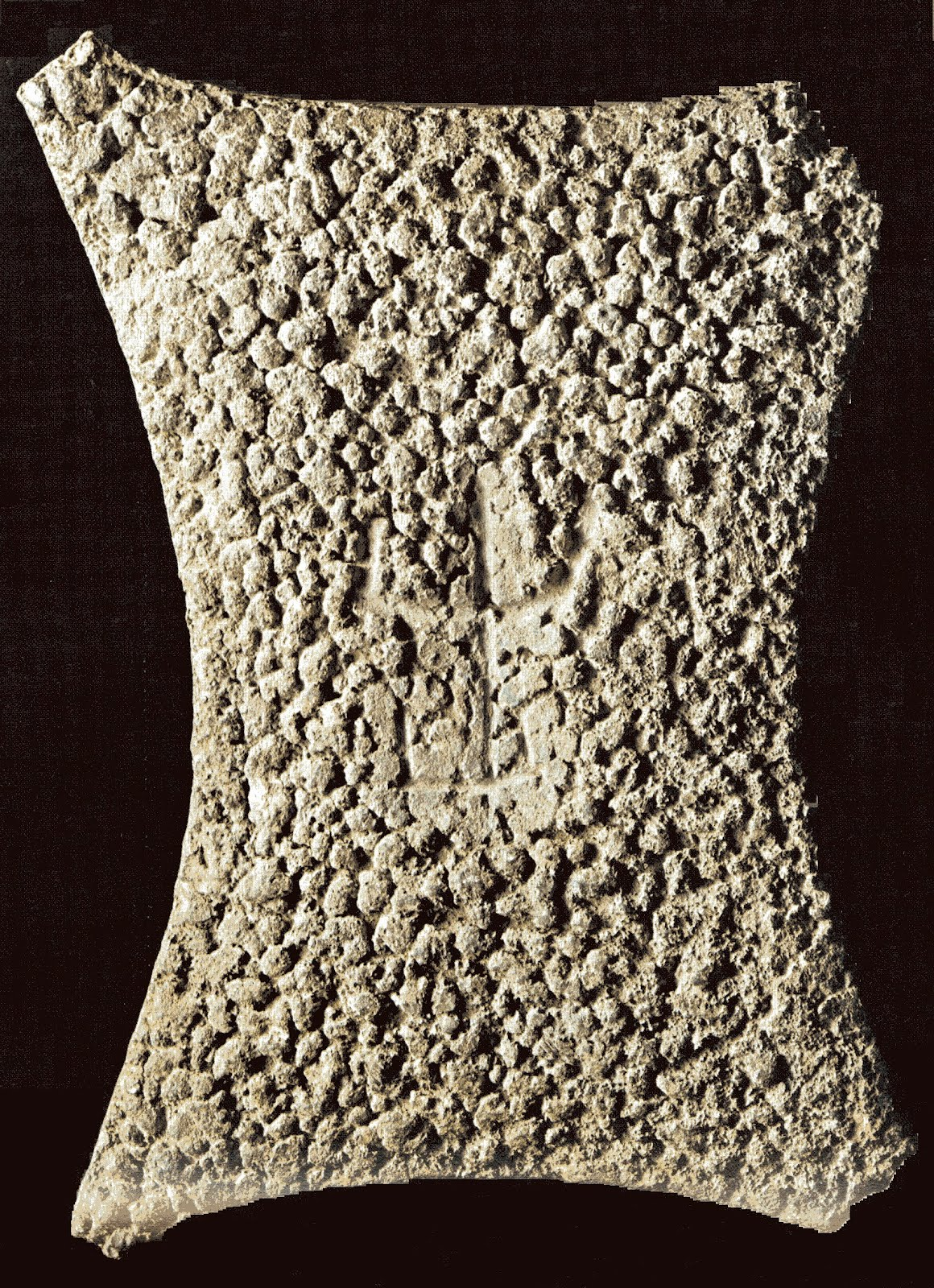
Lingotto a pelle di bue da Nuragus in provincia del Sud Sardegna

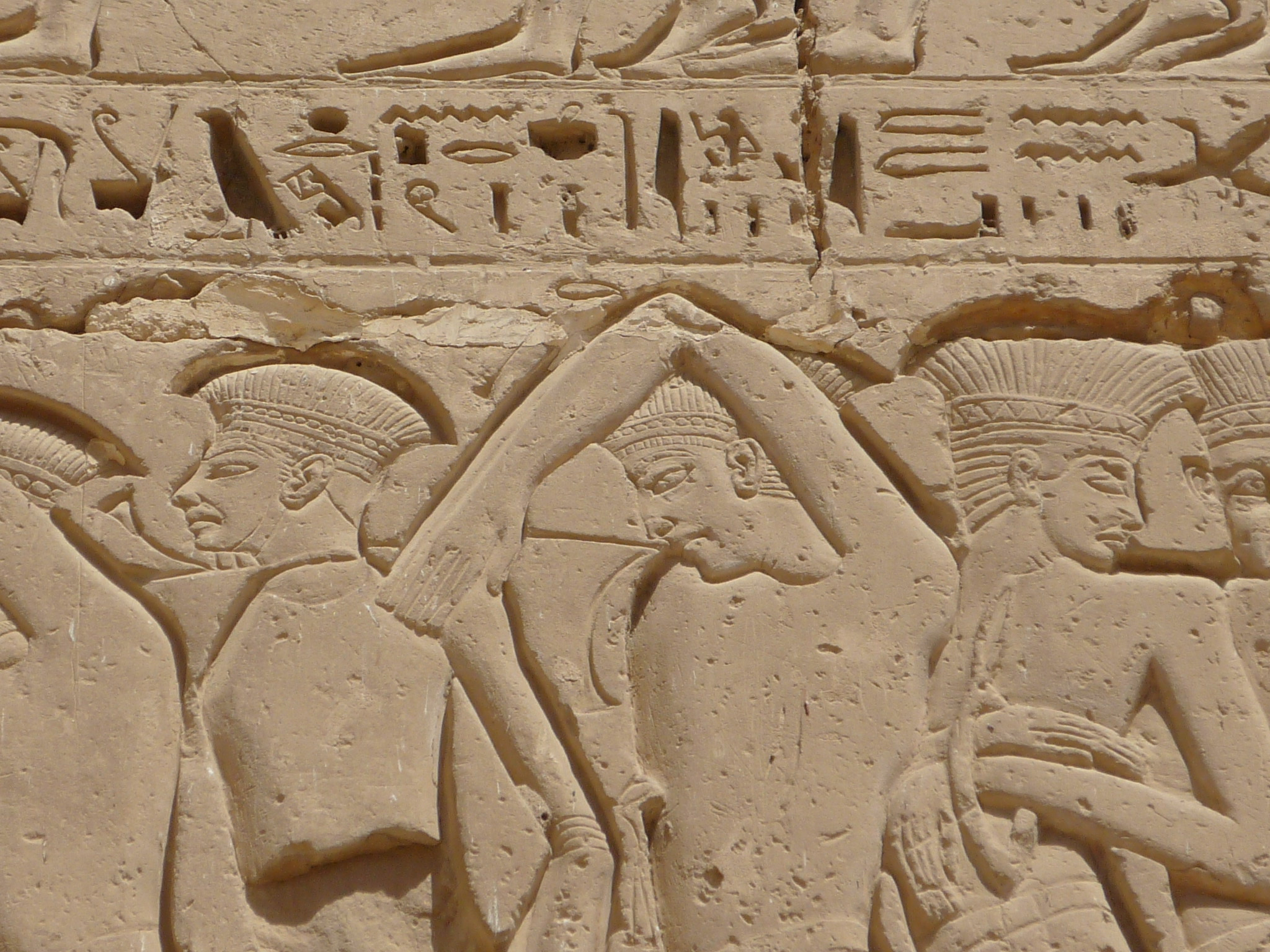
Bassorilievo sulla facciata del secondo pilone del tempio funebre a Medinet Habu, di Ramesse III, raffigurante prigionieri filistei.

A partire dal XIV secolo a.C. nel Sinis, come altrove in Sardegna, si registra la presenza di ceramica micenea, in parte di produzione nuragica. In base alla ceramica egea e data la grande antichità dei rapporti tra Creta e Sardegna, alcuni archeologi ipotizzano la presenza filistea durante il XIII secolo a.C. lungo le coste sarde. L'archeologo Bartoloni indica nel ritrovamento di un frammento fittile, paragonato ai sarcofagi rinvenuti in Palestina e datati all'età dei Popoli del Mare, la prova delle presenze filistee nel Golfo di Oristano e dunque nel Sinis. Tuttavia tali ipotesi sono state fortemente criticate in ragione delle diverse dimensioni - non indicate da Bartoloni - tra il frammento del Sinis e i sarcofagi palestinesi e di migliori confronti stilistici.
In questo medesimo torno di tempo inizia tra Cipro e la Sardegna il commercio di lingotti di rame a pelle di bue (oxhide ingots) provenienti da Cipro. Lo scambio di lingotti perdurerà per tutto il bronzo finale.
Durante il bronzo finale la società nuragica risulta in veloce trasformazione: non vengono più costruiti nuovi nuraghi, molti vengono abbandonati o trasformati in templi, non si costruiscono più neppure tombe dei giganti anche se molte di loro continueranno ad essere utilizzate nei secoli successivi. Uguale fenomeno si verifica per i pozzi sacri e altri luoghi di culto, alcuni vengono abbandonati, altri invece mostrano una sostanziale continuità di vita tra l'età del bronzo finale e l'età del ferro. Non ci sono invasioni, né segni di guerra tra popolazioni nuragiche, mancano completamente indizi di incendio. Pertanto questi importanti mutamenti vengono attribuiti a fattori interni che a loro volta determinarono un graduale cambiamento e riassetto sociale e territoriale entro la società nuragica stessa.
Un altro fattore non marginale di cambiamento sociale furono gli intensi viaggi transmarini effettuati dai Nuragici verso varie località del Mediterraneo. Tali segnalazioni – inerenti al lungo arco cronologico che va dal bronzo recente a tutta l'età del ferro – sono in costante aumento sia grazie a nuovi ritrovamenti, sia al progredire degli studi in quanto la ceramica nuragica – spesso classificata entro la variegata barbarian ware – è stata come tale riposta e conservata nei depositi dei musei senza ulteriori studi e approfondimenti. Per mezzo della loro tipica ceramica sono registrate presenze nuragiche a: Gadir, a Huelva, a Camas (El Carambolo), nelle Baleari, in Etruria, a Lipari, nell'area di Agrigento (Cannatello). Di rilievo è la presenza di ceramica nuragica del XIII secolo a.C. a Creta presso il porto di Kommos, e a Cipro presso la fortificazione di Pyla-Kokkinokremnos, temporaneamente occupata da mercenari appartenenti ai Popoli del Mare.
Gli enigmatici rapporti tra Sardegna e vicino Oriente appena descritti possono rientrare nel più ampio problema relativo all'identificazione dei Nuragici con gli Shardana, uno dei Popoli del Mare che in qualità di mercenari parteciparono a diversi conflitti contro l'antico Egitto e frequentemente associati alla Sardegna anche per via dei confronti tra le figure di guerrieri presenti nella bronzistica nuragica e i guerrieri raffigurati nei templi egizi. Gli studiosi sono ancora divisi se ritenere gli Shardana originari della Sardegna o se vi siano giunti successivamente alla loro sconfitta dagli Egizi.
(David B O'Connor, Stephen Quirke, Mysterious Lands, p. 112.)

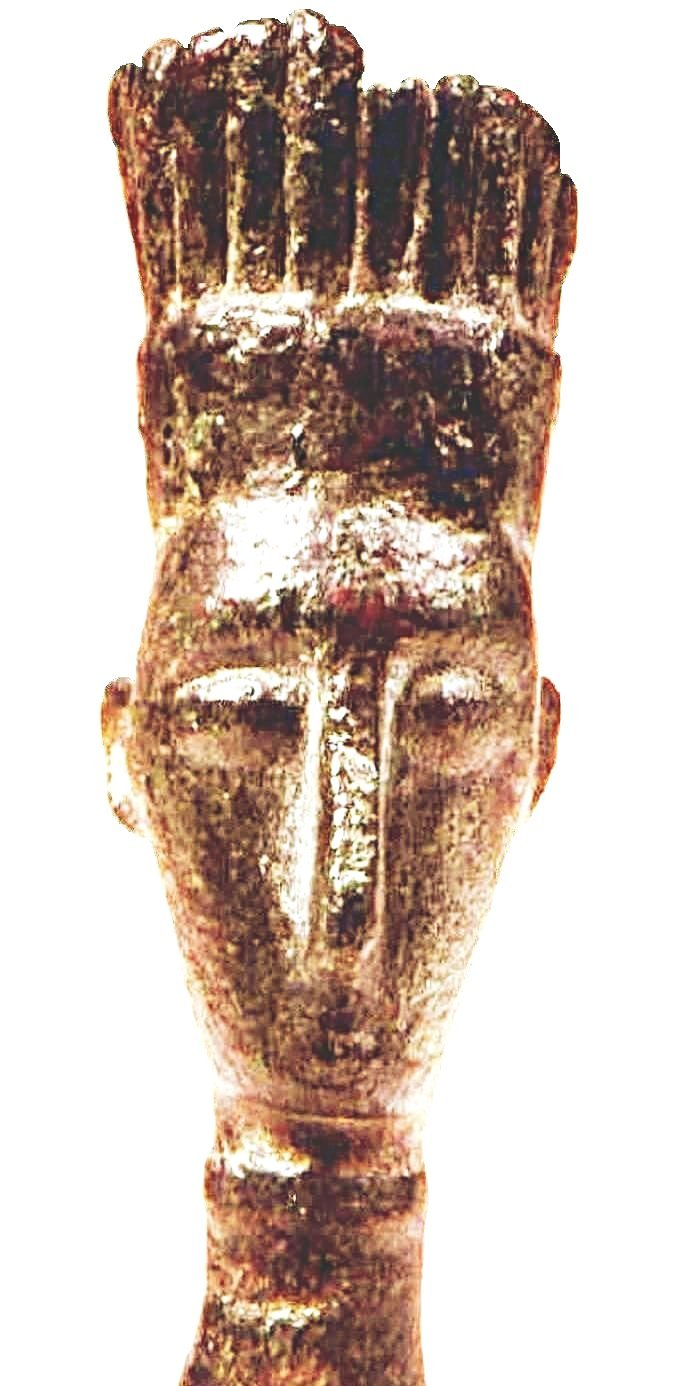
Decimoputzu, bronzetto nuragico: elmo confrontato al cimiero filisteo.

Pertanto tra il XII e il IX secolo a.C. la Sardegna risulta collegata a Canaan, alla Siria e a Cipro da almeno quattro correnti culturali: 
- le prime due sono le più antiche e di carattere esclusivamente commerciale, e possono definirsi in via ipotetica come corrente siriana e filistea;
- dal IX secolo a.C. in poi si affacciarono in Occidente la terza e quarta corrente. Tra queste una si può definire cipriota-fenicia, in quanto composta da genti provenienti sia da Cipro che dalle città fenicie; essa ebbe relazioni con la Sardegna ma soprattutto porterà alla nascita di Cartagine.
- La quarta è quella che coinvolse maggiormente l'Isola a partire dallo VIII secolo a.C.,[212] con l'urbanizzazione di importanti centri quali Tharros, Othoca e Neapolis.[213][214][215]

La trasformazione di questi centri costieri costituiti da una forte presenza dell'aristocrazia nuragica – come dimostrato dai corredi funerari – e da sporadiche presenze mercantili di origine levantina contribuì non poco a cambiare il volto dell'Isola e della civiltà nuragica, sino all'invasione cartaginese. Tuttavia è certo che ancora nel VII secolo a.C. il Sinis e il golfo di Oristano erano saldamente dominati da aristocratici nuragici e che la fine di tale dominio per mano dei Cartaginesi coincida precisamente nel momento in cui le sculture dei Giganti furono abbattute e distrutte.

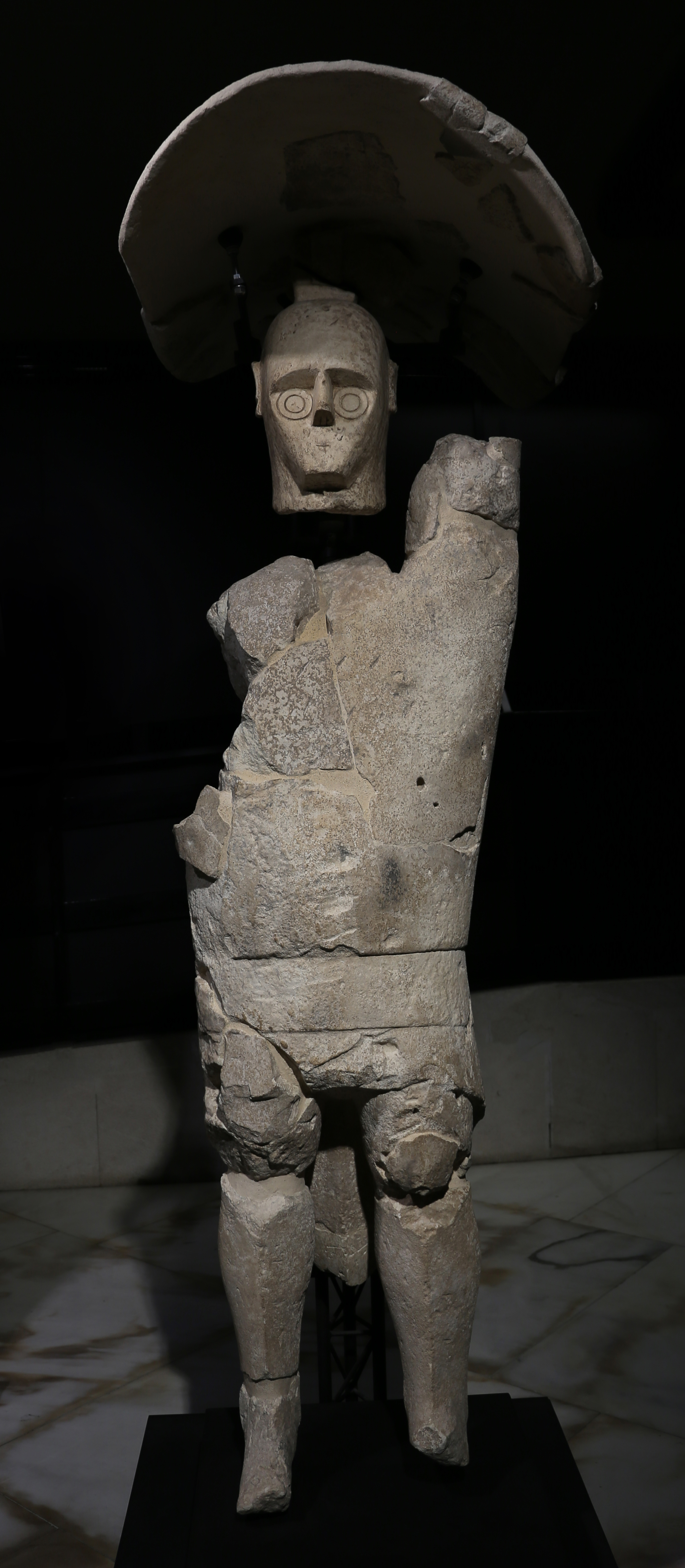
Mont'e Prama. Statua di pugilatore

## Aspetti ideologici del complesso monumentale
In generale gli studiosi vedono nel complesso monumentale di Mont'e Prama l'autocelebrazione di una élite aristocratica nuragica e dei suoi ideali guerrieri ed eroici. La collocazione strategica entro il golfo di Oristano mirerebbe a veicolare nei frequentatori stranieri, in particolare nei Fenici della Sardegna un messaggio di dominio e di potere sull'Isola. La presenza dei modellini di nuraghe in relazione alle statue è da leggersi ad un tempo come affermazione dell'identità nuragica, e come simbolo sacrale. Come simbolo identitario i vari modelli di nuraghe scolpiti intorno al X secolo a.C. sarebbero un vero e proprio totem del mondo nuragico oltre che un simbolo di potere al pari delle statue; i modelli sono infatti presenti nelle grandi sale consiliari di numerosi nuraghi, tra i quali su Nuraxi a Barumini.
Come simbolo sacrale, potrebbero aver assolto sia alla tutela dei morti della necropoli, sia ad una funzione rituale, data la loro presenza come altari in tutti i grandi santuari. L'ambivalenza sacrale e politica, la raffigurazione del nuraghe in oggetti della sfera quotidiana come bottoni, lisciatoi e altro, documenta attraverso i cosiddetti modellini, un vero e proprio culto del nuraghe. Se esiste generale consenso circa i valori e l'ideologia specchiati dal monumentale complesso, non altrettanto può dirsi circa le implicazioni politiche e le influenze artistiche. Per quanto riguarda le implicazioni politiche, alcuni studiosi vedrebbero nel grande numero di pugili rispetto all'esiguo numero di guerrieri un segno della decadenza militare e politica nuragica anche causata dalla fondazione dei centri fenici in Sardegna. Questo si rifletterebbe nell'importazione e adozione di modelli ideologici levantini e la collocazione della statuaria nuragica nel periodo orientalizzante, il quale, dall'VIII secolo a.C. in poi investiva tutto il Mediterraneo.
Le ricerche hanno tuttavia mostrato come le teorie che facevano coincidere la fine del mondo nuragico con l'arrivo dei Fenici e la loro colonizzazione della Sardegna siano da rivedere: i Fenici del IX secolo a.C. giunti in Sardegna furono pochi mercanti che commerciavano con i Nuragici – in quel periodo all'apice della loro civiltà – i quali continuarono a gestire i porti e le risorse economiche dell'Isola.
Per l'archeologo Giovanni Lilliu le statue non furono erette in un periodo di decadenza politica, ma nel periodo di una grande rivoluzione aristocratica, economica e politica, durante la quale le sculture riflettono una condizione politica indipendente e sovrana. Inoltre lo stile geometrico "Abini-Teti" esclude la collocazione delle statue nell'ideologia e nel periodo orientalizzante riscontrabile solo nella bronzistica del VII secolo a.C. Per cui è giusto parlare di un filone artistico protosardo orientale, ma non di un filone protosardo orientalizzante. Per Giovanni Lilliu le statue appartengono ad un climax artistico e politico indigeno quasi urbano. Tutte queste differenze di vedute sono largamente causate dal problema cronologico.